# 辛辛那提
辛辛那提（/ˌsɪnsɪˈnæti/)，舊稱星星奈地、星星乃的、星星拿的、津津拿地等，是美国俄亥俄州漢密爾頓縣的县治。辛辛那提建立于1788年，位于俄亥俄州与肯塔基州边界的俄亥俄河北岸，和肯塔基州卡溫頓隔河相望。在2010年的人口普查中，该市的城市居民人口数为296,954人，是俄亥俄州第三大的城市。据2010年美国人口普查，辛辛那提城市圈人口数已达2,172,191人，是全美排名第28的都会区，也是俄亥俄州最大的都会区。
19世纪初期，辛辛那提是美國中部第一个能与東部大城市在面积和财力上一较高下的新兴城市。雖然早期的辛辛那提市没有多少欧洲移民居住，也没有像其他东部城市一样受到欧洲移民太多的影响，但大量於1840年代晚期移入的德裔移民樹立了當地諸多的文化机构。19世纪末期，随着交通方式由蒸汽船运输向铁路运输發展，辛辛那提市的发展速度逐漸放缓。该市的人口和影响力逐漸被其他内陆城市如芝加哥和聖路易斯超越。
辛辛那提有两支职业球队，MLB辛辛那提红人和NFL辛辛那提孟加拉虎（過去還有NBA辛辛那提皇家，但今日已搬遷至萨克拉门托，並更名為國王）。除此之外，辛辛那提还是重大的网球巡回赛“辛辛那提公開賽”的举办地。该市还举办了其他许多大型赛事及活动，如“飞猪马拉松大赛”、“俄亥俄山谷音乐节”、“感恩节赛跑”等等。而市內的辛辛那提大学的前身是始建于1819年的俄亥俄医学院。 
辛辛那提因拥有种类繁多的古建筑而闻名。越莱茵河区位于市中心以北，此处有全美国数量最多的意大利式建筑，可以与纽约、维也纳和慕尼黑的历史街区在面积和布局上相媲美。19世纪末期，辛辛那提因为其宏伟壮观的建筑群被称作美国的巴黎，这些著名古建筑包括音乐厅、辛辛那提酒店，希利托百货等等。越莱茵河区主要于1850年至1900年建成，多年来一直是德国移民的生活中心，是被美国国家史迹名录收录的最大历史胜地之一。

## 历史沿革

### 名稱來源
1790年，定居点在此成立，當時稱洛桑特維爾（Losantiville）。两年後，西北領地總督亚瑟·圣克莱尔将其名称改为“辛辛那提”。这个名字是对乔治·华盛顿的一个尊称，它来自古罗马时期的一位将军路西斯·奎蒂斯·辛辛納圖斯（拉丁語：Lucius Quinctius Cincinnatus），这位将军在拯救罗马后功遂身退。今天在俄亥俄，尤其在辛辛那提依然有许多美國革命时期的战士的后代，这些战士当时在这里分得土地而留下。

### 早期歷史

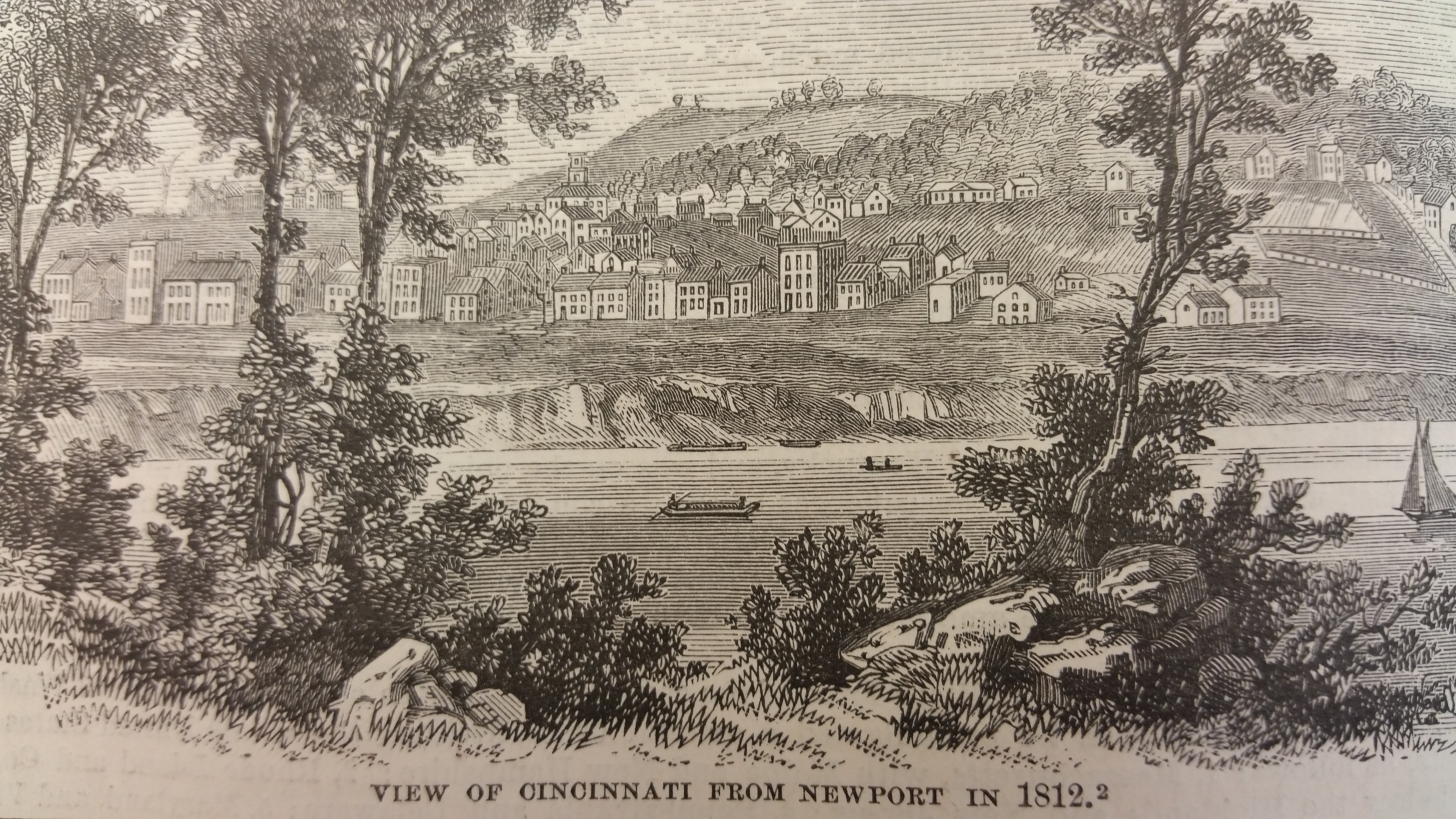
1812年的辛辛那提，人口約2,000人

1802年辛辛那提还被称为是一个村，1819年被提升为一个城市。1811年俄亥俄河上开始使用蒸汽船，加上从迈阿密和伊利運河的完工使得城市居民数于1850年达到11.5万。1835年左右辛辛那提获得了“猪都”之称，因为当时它是美国的猪贩中心，市内街上有许多猪群。亨利·華茲華斯·朗費羅称辛辛那提为“西方皇后城”，它成为地下铁道的重要终点站，这条地下铁道帮助许多奴隶从南方逃出。虽然辛辛那提并没有山，但它还是有“七丘之城”的称呼，这可能是与罗马市和罗马时代的辛辛那提的应称。

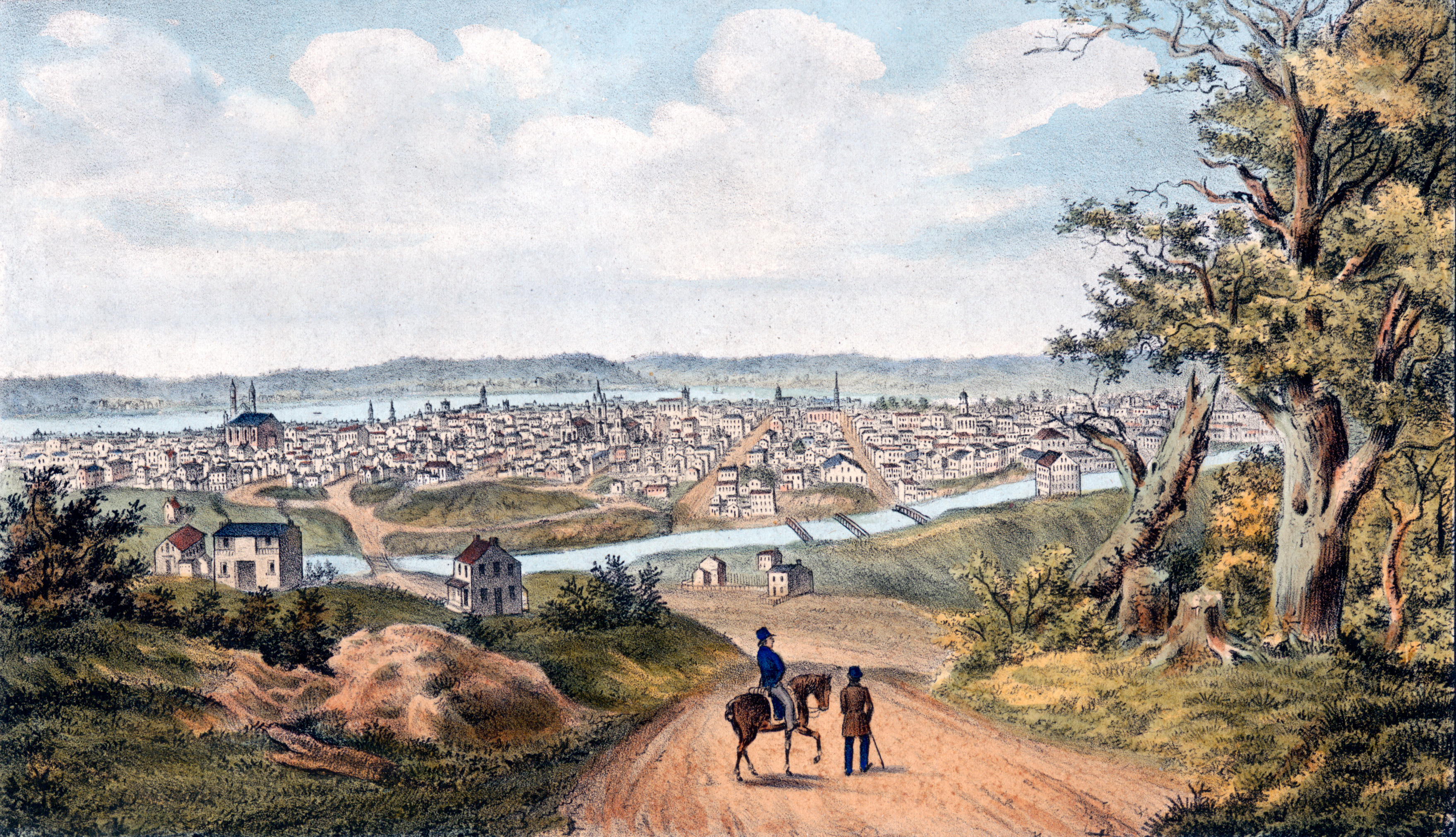
1841年的辛辛那提

迈阿密和伊利运河的建设始于1825年7月21日，当时它被称为迈阿密运河，与其起源于大迈阿密河有关。运河的第一段于1827年开通。1827年，运河将辛辛那提与附近的米德尔敦连接起来，1840年它連結了托莱多。
铁路是来到辛辛那提的下一个主要商业交通方式。1836年，小迈阿密铁路获得特许。隨後建设很快就开始，将辛辛那提与马德河和伊利湖铁路连接起来，并提供通往伊利湖桑达斯基湾港口的通道。
在此期间，雇主们努力雇用足够的人来填补职位空缺。在1840年代后期愛爾蘭和德国移民大量涌入之前，这座城市一直存在劳动力短缺问题。在接下来的二十年里，这座城市发展迅速，到1850年人口达到115,000人。在这段快速扩张和显赫的时期，辛辛那提的居民开始称这座城市为皇后城。
与匹兹堡和纳什维尔一样它是一个美国向西扩展时期的边界城市。而作为一个内陆港口和运河城市它可以与路易斯维尔、圣路易斯和新奥尔良相比。作为一个移民和工业城市它可以与布鲁克林区、费城、克里夫兰、芝加哥和底特律相比。
由于它有滨河景致以及许多公园，许多评论者突出了它的美丽。温斯顿·邱吉尔称辛辛那提为美国内陆最美的城市。当地的肥皂公司宝洁公司所赞助的众多肥皂剧中的一部就是使用辛辛那提的市容拍的。

### 鍍金時代
辛辛那提位于自由州俄亥俄州和蓄奴州肯塔基州的交界处，是奴隶逃离奴隶制南部的重要地点。在此期间，许多著名的废奴主义者也称辛辛那提为他们的家，并使其成为地下铁路上的热门站点。2004年，国家地下铁路自由中心沿着市中心的自由之路建成，以表彰该市参与地下铁路。
1859年，辛辛那提铺设了6条有轨电车线路；汽车由马拉动，线路使人们更容易绕过城市。到1872年，辛辛那提人可以在城市内乘坐有轨电车，并转乘有轨电车前往山区社区。辛辛那提倾斜飞机公司在那一年开始将人们运送到奥本山的山顶。1889年，辛辛那提有轨电车系统开始将其马拉车改造成电动有轨电车。 
1880年，市政府建成了通往田纳西州查塔努加的辛辛那提南部铁路。它是美国唯一的市政所有州际铁路。1884年，对许多观察家认为明显是谋杀案的过失杀人判决的愤怒引发了法院骚乱，这是美国历史上最具破坏性的骚乱之一。在三天的时间里，56人遇难，300多人受伤。骚乱结束了共和党人托马斯·C·坎贝尔的政权。
从许多角度上来看辛辛那提是一个前锋城市。1850年这里建立了美国第一座犹太医院。同年这里出产了第一张贺卡。1853年这里建立了美国第一个县立消防队。1867年成立的辛辛那提红人于1869年成为世界上第一个职业棒球队。1880年辛辛那提是世界上第一个建造和拥有一条大铁路的城市，这条铁路连接美国东西。1902年市内建造了世界上第一座加强水泥摩天大楼。美国男童子军是1905年从辛辛那提起家的。由于市内有许多德国移民，在禁酒期以前辛辛那提是美国啤酒工业的先驱。

### 蕭條時期
市中心的早期复兴始于1920年代，并随着联合航站楼、邮局以及大型辛辛那提和郊区电话公司大楼的建设而持续到下一个十年。辛辛那提比大多数同等规模的美国城市更好地度过了大萧条，这在很大程度上是由于内河贸易的复苏，这比通过铁路运输货物更便宜。1937年的洪水是美国历史上最严重的洪水之一，摧毁了俄亥俄河谷沿线的许多地区。随后该市修建了防洪墙。
到1939年为止辛辛那提的电台是美国第一家以50万瓦功率发射的电台。1954年这里建立了第一家公共电视台。

### 現代歷史
马丁·路德·金被枪杀后辛辛那提爆发动乱，动乱中两人死亡。1979年12月3日在辛辛那提美国最大的摇滚乐音乐会灾难，11人死亡，数百人受伤。2001年辛辛那提再次爆发种族动乱。动乱的起因是有人控告辛辛那提市政府，因为证明在所有被警察枪杀的人中年轻黑人的比例特别高。就在开庭审判前一个19岁的无武装的黑人在被警察追逐过程中被枪杀，导致动乱。

## 政府政治

### 政府組織

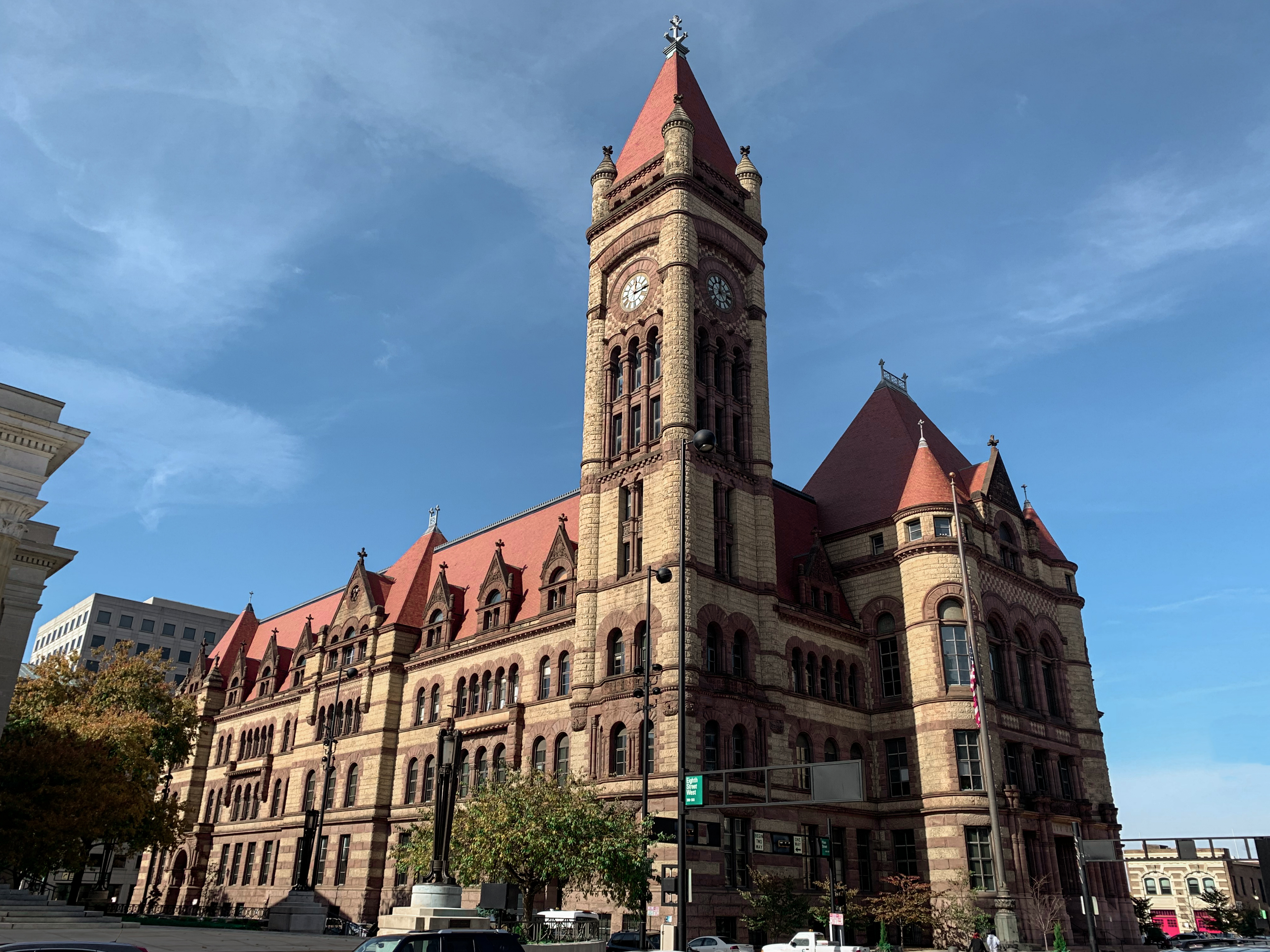
辛辛那提市政廳

市内有一个由九名成员组成的市议会，其成员由普选产生。1924年之前，市议会成员是通过选举产生的。由于党派统治，病房系统容易腐败。从1880年代到1920年代，共和党主导了城市政治，乔治·B·考克斯的政治机器发挥了控制作用。
1923年出现了一场改革运动，结束了机器统治。它由另一位共和党人默里·西森古德（Murray Seasongood）领导。他创立了宪章委员会，该委员会于1924年通过投票倡议用目前的普通会员制度取代选区制度。他们获得了选民的批准，采用了理事会-经理政府形式，其中规模较小的理事会（与以前的选区代表人数相比）聘请了一名职业经理人来管理城市的日常事务。1924年至1957年，理事会采用比例代表制和单一转移投票制（STV）选举产生。从1915年的阿什塔比拉开始，俄亥俄州的几个主要城市都采用了这种选举制度，起到了削弱选区領袖和政党权力的实际作用。 
为了推翻规定比例代表制的宪章，反对者在1957年煽动了对黑人政治权力的恐惧，当时民权活动日益增多。PR/STV系统使少数民族能够进入地方政治并在市议会中获得比以前更多的席位，这与他们在人口中所占的比例成正比。这使政府更能代表城市居民。1957年推翻了该章程，所有候选人都必须参加一场单一的竞选，角逐九个市议会职位。前九名得票者被选出（“9-X系统”），这有利于能够吸引整个城市地理区域并向其居民提供竞选材料的候选人。市长由理事会选举产生。1977年，33岁的杰里·斯普林格(Jerry Springer)，后来成为著名的电视脱口秀主持人，被选为市长，任期一年。
居民继续努力改进他们的系统。为了让他们的选票更多，从1987年开始，市议会选举中得票最多的人自动被选为市长。从1999年开始，市长首次单独通过普选产生。城市管理者在政府中的角色被减少。这些改革被称为“强市长”改革，以使公众对选民负责。辛辛那提政治包括宪章党的参与，宪章党是在地方选举中获胜历史第三长的政党。2011年10月5日，该委员会成为美国第一个通过决议的地方政府承认免于家庭暴力是一项基本人权。2017年1月30日，辛辛那提市市长宣布该市为庇护城市。 

### 選舉結構
近年来辛辛那提与其它中西部城市一样主要选民主党，但是其都市地区以及汉密尔顿县主要选共和党。
市政府由一个九人议会组成，其成员是市民选举产生的。1924年以前市政府是通过选区选举出来的，但当时这个机构受共和党的腐败，导致共和党从1880年代到1920年代几乎独霸市政府。1923年开始的改革运动在1924年终于通过全民公投的方式取消了选区制度。从1924年到1957年市政府通过比例代表制产生，从1957年开始得票最多的九位候选人入选。市长由议会选举产生。从1987年开始得票最多的选手自动成为市长。从1999年开始市长单独选举。

### 治安消防

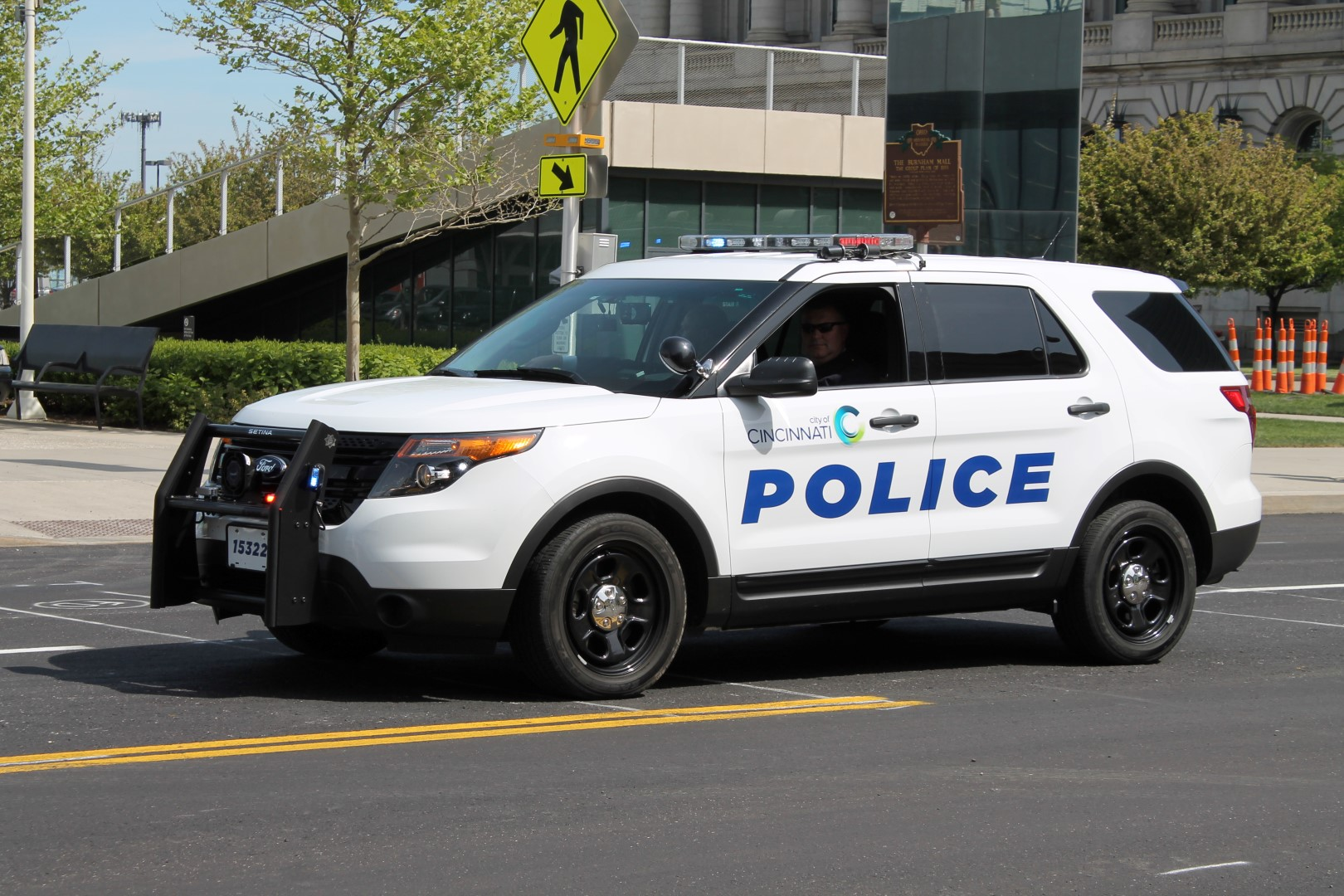
辛辛那提警察部门

辛辛那提市的消防、救援、危险材料和爆炸物处理应急服务由辛辛那提消防局处理。 1853年4月1日，辛辛那提消防队成为美国第一个有偿专业消防队。 辛辛那提消防局有26个消防站，分布在全市4个区，每个消防站由区长指挥。
辛辛那提消防局分为4个局：运营、人事和培训、行政服务和消防。每个局由一名副局长指挥，副局长又向部门负责人报告。
辛辛那提警察局有1,000多名宣誓就职的警官。 在2001年骚乱之前，辛辛那提的总体犯罪率一直在稳步下降，到1995年已达到自1992年以来的最低点，但谋杀和强奸案更多。骚乱后，暴力犯罪有所增加，但此后犯罪率一直在下降。2015年，有71起凶杀案。
辛辛那提警察局在 TLC 的“辛辛那提女警”和 A&E 的真人秀“前 48 名女警”中亮相。

### 行政區劃

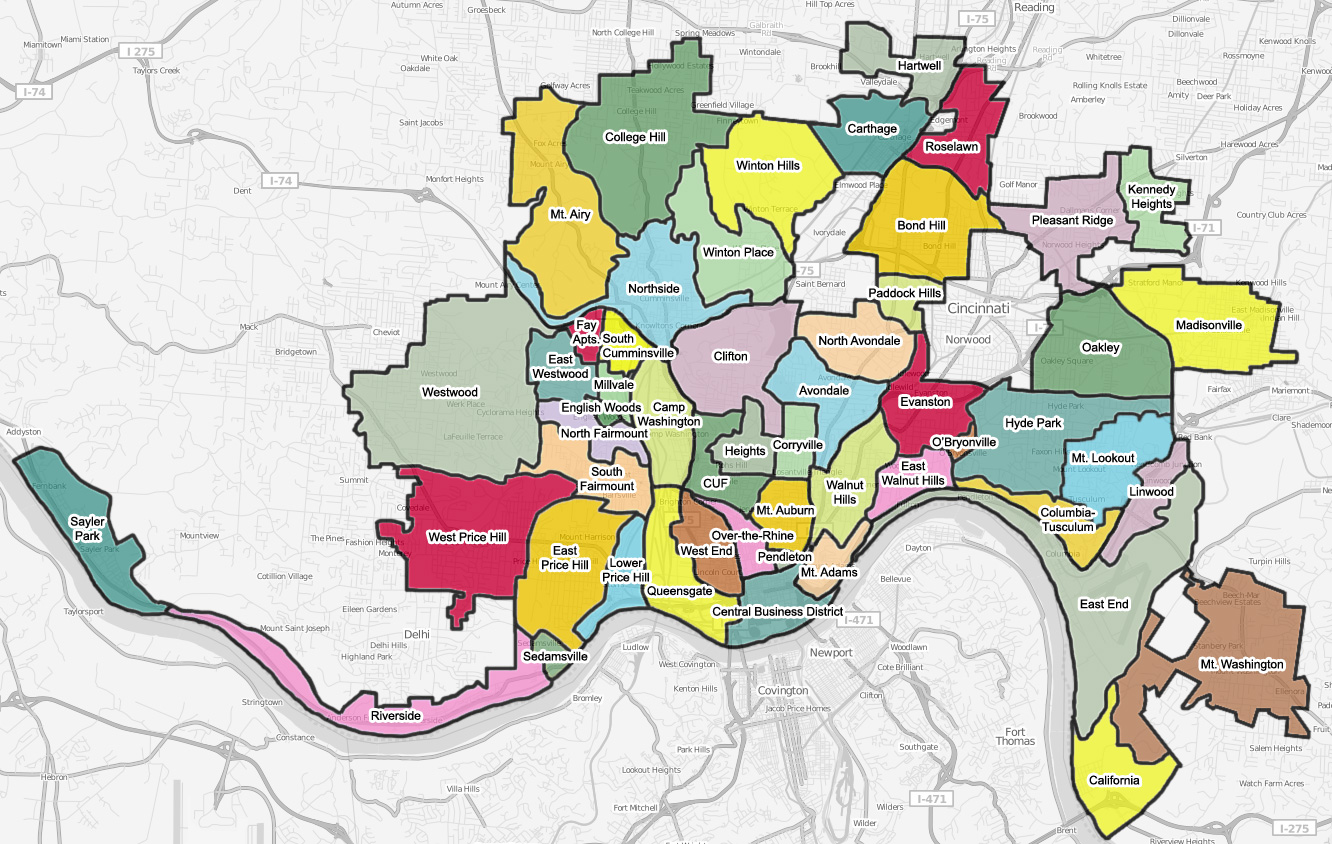
辛辛那提社區圖

辛辛那提由52个社区组成。这些社区中有许多曾经是被辛辛那提市吞并的村庄。 其中最重要的保留了他们以前的名字，例如核桃山和奥本山。
一區
1. Downtown
2. Mount Adams
3. Over-the-Rhine
4. Pendleton
5. Queensgate
6. West End

二區
1. California
2. Columbia-Tusculum
3. East End
4. East Walnut Hills
5. Evanston
6. Hyde Park
7. Kennedy Heights
8. Linwood
9. Madisonville
10. Mount Lookout
11. Mount Washington
12. Oakley
13. Pleasant Ridge

三區
1. East Price Hill
2. East Westwood
3. English Woods
4. Lower Price Hill
5. Millvale
6. North Fairmount
7. Riverside
8. Sayler Park
9. Sedamsville
10. South Cumminsville
11. South Fairmount
12. The Villages of Roll Hill[8]
13. West Price Hill
14. Westwood

四區
1. Avondale
2. Bond Hill
3. Carthage
4. Corryville
5. Hartwell
6. Mount Auburn
7. North Avondale
8. Paddock Hills
9. Roselawn
10. Walnut Hills

五區
1. Camp Washington
2. Clifton
3. College Hill
4. CUF
5. The Heights
6. Mount Airy
7. Northside
8. Spring Grove Village
9. Winton Hills

## 经济情況

辛辛那提2020年出口品列表

辛辛那提是许多重要的大型公司的总部所在地，如宝洁公司、克罗格公司、Benziger兄弟出版社、美国金融集团、康威吉斯公司，欧慕尼凯医药科技咨询公司、五三银行、西南金融集团、斯克里普斯报业集团、兴康软件公司、辛辛那提贝尔公司以及花王株式会社美国分部等等。辛辛那提还是许多中小型公司的所在地，它们也是辛辛那提经济中不可或缺的一部分。

## 社會文化
辛辛那提被美国定居者开垦和繁殖，包括被称为苏格兰爱尔兰人的阿尔斯特苏格兰人、拓荒者和龙骨船民。 时至今日，大多数辛辛那提的长期居民在俄亥俄-肯塔基-印第安纳三州和乡村都有血缘关系。 一个半世纪以来，辛辛那提是俄亥俄州最著名的城市，因为它是俄亥俄州最大的城市：作为俄亥俄州文化的历史中心，辛辛那提在 1879 年的美国百科全书中被称为“俄亥俄州的主要城市”。 除了这本书，还有无数其他书籍记录了这座城市及其边疆人民的社会历史。英美显赫家庭的城市之父都是圣公会教徒：安德森、德雷克、埃默里、富特、哈里森、乔高、朗沃斯、莱特尔、麦格菲、彭德尔顿、普罗巴斯科、宝洁、罗森、索耶、斯特拉德、塔夫脱和耶特曼。 受其早期骑马巡回传教士的启发，早期卫理公会很重要。到1879年，该市有162座记录在案的教堂建筑，其中絕大部分是新教教堂。从一开始，新教就在辛辛那提精神中发挥了重要作用。 皇后城市广场的基督教堂继承了辛辛那提早期圣公会领袖的遗产，历史协会将其视为公民历史的基石； 卫理公会机构中有基督医院以及德国卫理公会的项目。 在政治上，长老会在 1800 年代中后期的大部分公民生活中占主导地位，而反教皇派的抵抗决定了辛辛那提的大部分公民生活。 城市领导人认为，天主教的影响和做法与自由社会背道而驰，尤其是在美国中心地带； 长老会组织了反对教皇主义的游行，几个世纪前约翰·诺克斯 (John Knox) 也曾效仿这一做法——与辛辛那提的诺克斯长老会同名。 最近辛辛那提被称为圣经地带的首府，受到浸信会林德纳家族等商业家族的影响。 然而这个经常被嘲笑的城市特征却产生了经济和大量的复兴活动，例如比利·格雷厄姆 (Billy Graham) 参观了当时的保罗·布朗体育场 (现在的佩科尔体育场) 和主办世界合唱比赛的城市。

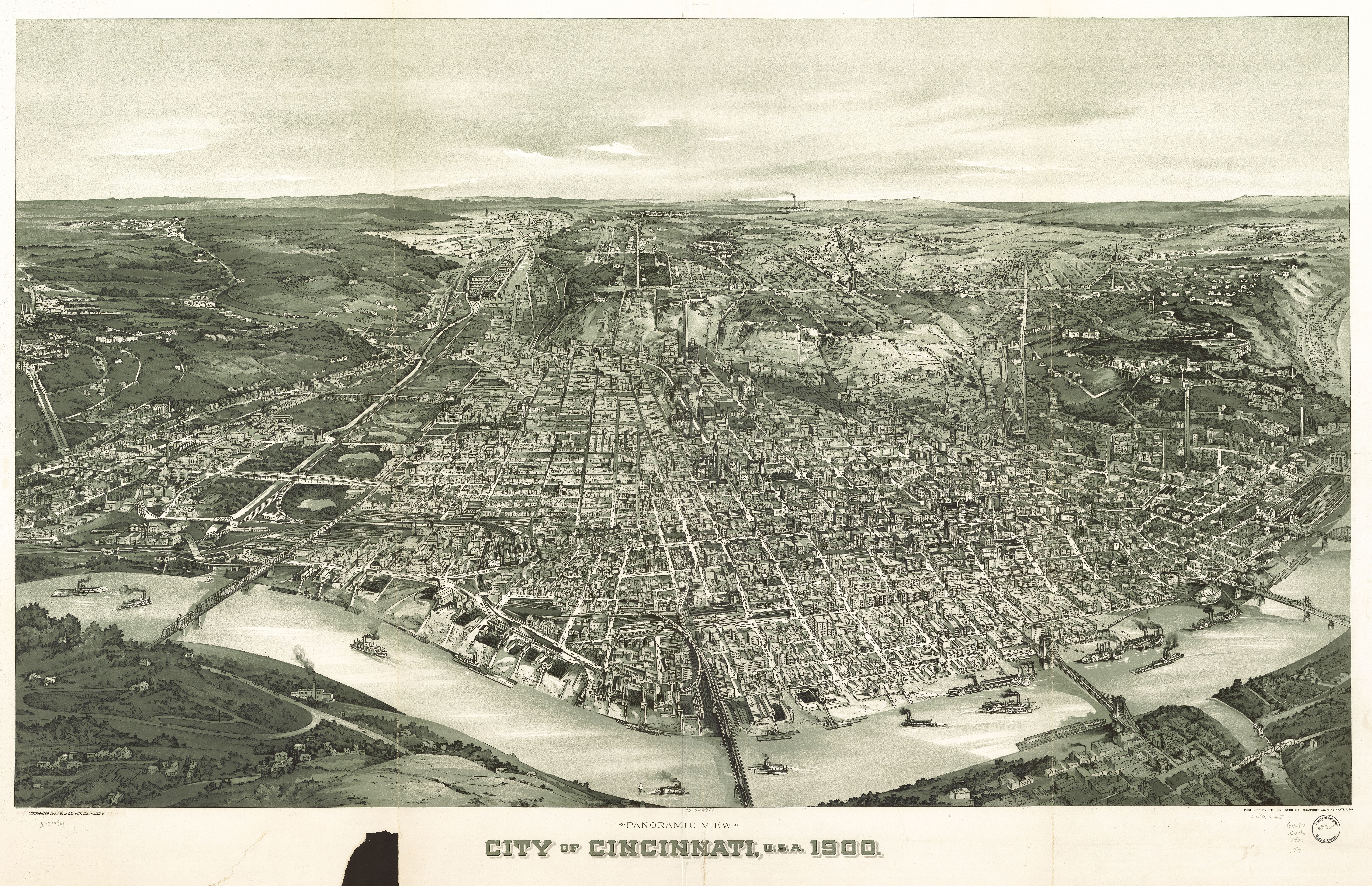
1900年的辛辛那提

辛辛那提是河镇的十字路口，在成千上万的黑人在自由州俄亥俄州定居的时候，它依赖于与俄亥俄河以南蓄奴州的贸易。 他们中的大多数人在内战之后来到这里，来自肯塔基州和弗吉尼亚州，其中许多人是在北方寻求自由和工作的逃亡者。 在战前年代，该市大多数土生土长的白人来自北部各州，主要是宾夕法尼亚州。虽然 57% 的白人是从自由州迁移过来的，但26%的白人来自南部各州，他们保留了对奴隶制的文化支持。 正如1804年的“黑人法典”所规定的那样，这很快导致支持奴隶制的居民与支持废奴主义和取消对自由黑人的限制的居民之间的紧张关系。 
德国人是最早的新移民之一，他们从宾夕法尼亚州以及弗吉尼亚州和田纳西州的偏远地区迁移过来。 大卫·齐格勒将军接替圣克莱尔将军指挥华盛顿堡。 辛辛那提受到爱尔兰人、普鲁士人和薩克森人的影响，他们寻求逃离拥挤和冲突。 1830 年，有德国血统的居民占总人口的 5%，因为许多人是从宾夕法尼亚移民过来的； 十年后，这一比例增加到 30%。1848 年德意志革命后，成千上万的德国人进入这座城市，到 1900 年，超过 60% 的人口具有普鲁士背景。 从事卑微工作、脾气暴躁的爱尔兰人经常组织暴民，而远离宾夕法尼亚荷兰人社群的德国人也这样做。 因此该市的领导人不得不对抵达者的冲突采取强化措施。

## 體育運動

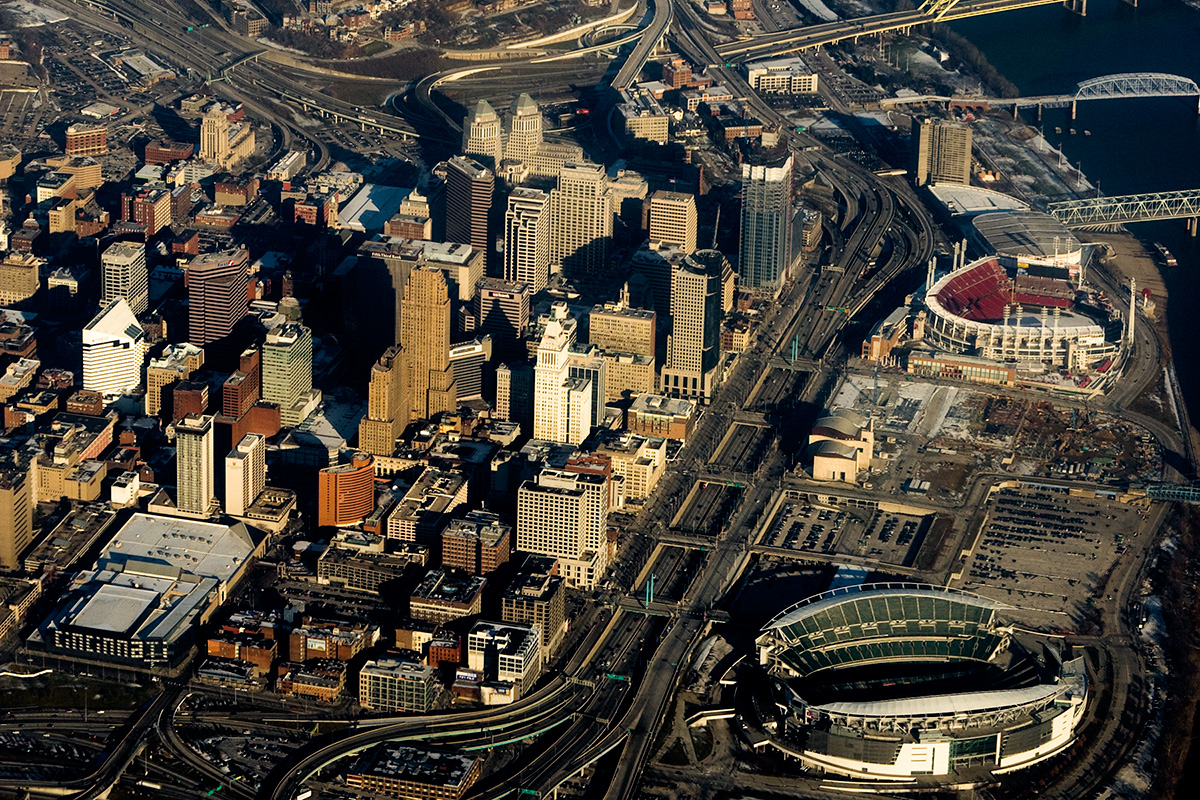
辛辛那提俯瞰

辛辛那提有3支大联盟球队、7支小联盟球队、5家拥有运动队的大学机构和7个主要体育场馆。辛辛那提的三大联盟球队是美国职棒大联盟的辛辛那提红人隊，以美国第一支职业棒球队辛辛那提红長袜队命名；国家橄榄球联盟的辛辛那提猛虎队和辛辛那提足球俱乐部，后者于2019年成为美国职业足球大联盟的球队。
由于其棒球历史，在美国职业棒球大联盟开幕日，辛辛那提每年都有举办棒球“传统揭幕战”的殊荣。众所周知，孩子们会在开学日逃学，这通常被认为是一个假期。 
辛辛那提的飞猪马拉松是一年一度的赛事，吸引了众多跑者，是波士顿马拉松的预选赛。

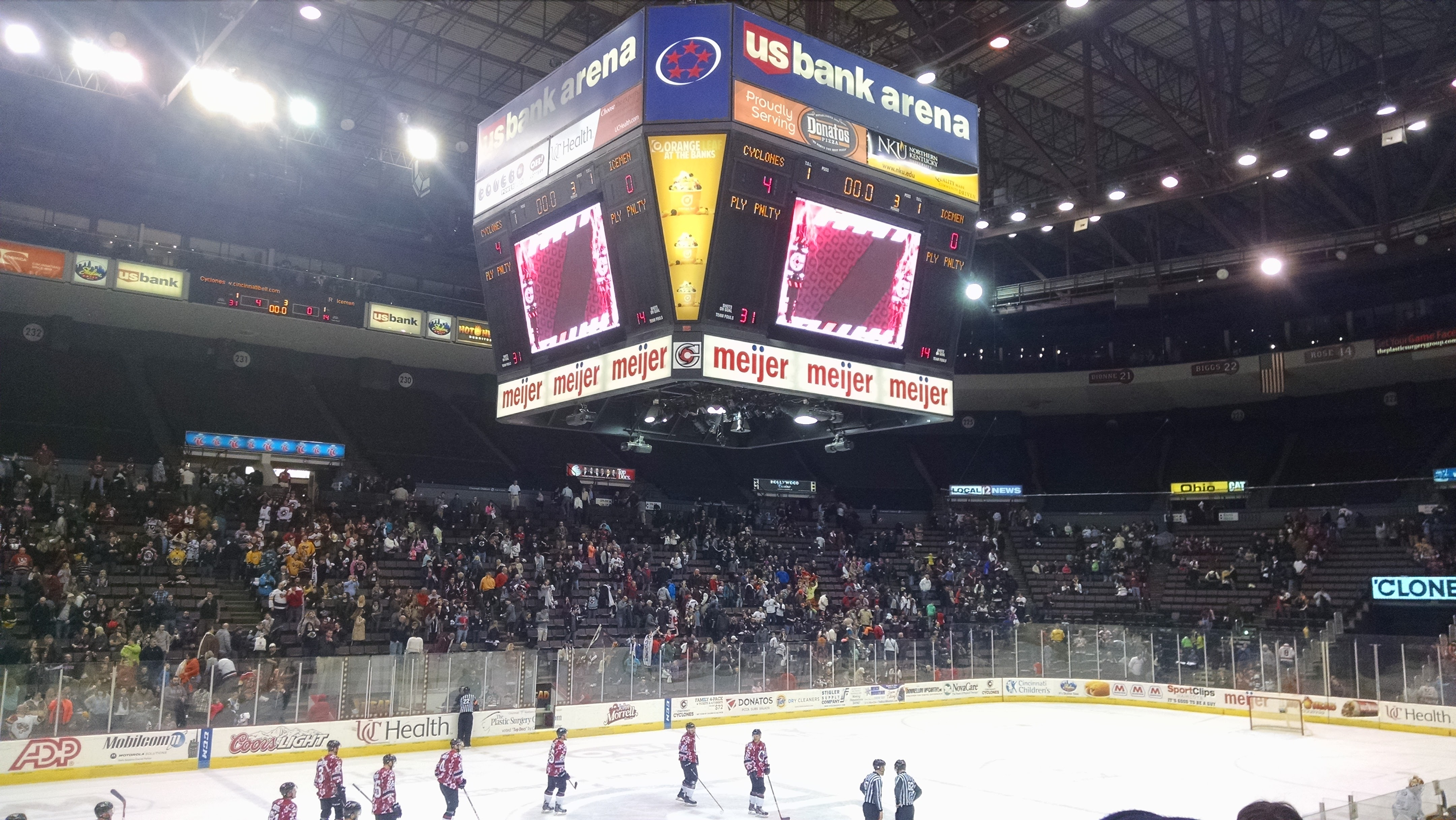
辛辛那提体育场内部

辛辛那提红人队赢得了五次世界大赛冠军，并且是70年代中期以来最成功的棒球队之一，被称为“大红色机器”。猛虎队自成立以来已在1981年、1988年和2021年三度参加超级杯，但尚未赢得冠军。每当孟加拉虎队和卡羅萊納黑豹比赛时（每四年举行一次的联盟间对决），他们的比赛就被称为“皇后城杯赛”，因为黑豹队的主场城市北卡罗来纳州夏洛特也被称为皇后城，孟加拉虎队与克利夫兰布朗和匹兹堡钢人竞争激烈。
辛辛那提还是两支男子大学篮球队：辛辛那提熊猫队和泽维尔火枪手队的主场。2011年，这场比赛在比赛结束时爆发了一场场上斗殴，随后多次停赛。在过去的11场NCAA锦标赛中，火枪手队取得了10场胜利，而熊猫队则连续六次出场。此前，辛辛那提皇家队在1957年至1972年间参加了美国国家篮球协会的比赛；他们现在被称为萨克拉门托国王队。
辛辛那提足球俱乐部是一支效力于美国职业足球大联盟的足球队。2016年4月9日，辛辛那提足球俱乐部在14,000多名球迷面前首次亮相USL。在下一场主场对阵路易斯维尔城足球俱乐部的比赛中，辛辛那提足球俱乐部以20,497人的观众人数打破了USL的历史记录；2016年5月14日，它打破了自己的记录，在1-0战胜匹兹堡猎犬队的比赛中吸引了23,375名观众。此后，辛辛那提足球俱乐部又多次打破了USL的出勤记录，并在2019赛季转会至美国职业足球大联盟（MLS）。辛辛那提足球俱乐部于2018年5月29日获得了MLS的竞标权，并于2021年搬到了位于市中心西北部的西区社区的新体育场。 
辛辛那提公開賽是一项具有历史意义的国际男女网球赛事，属于ATP巡回赛大师赛1000系列赛和WTA巡回赛Premier5的一部分，于1899年在该市成立，一直在郊区的林德纳家庭网球中心举办。梅森自1979年以来。
辛辛那提旋风队是一支效力于ECHL的小联盟AA级职业曲棍球队。该团队成立于1990年。他们赢得了2010年凯利杯总决赛，这是他们三个赛季中的第二个冠军。
辛辛那提剪刀（Cincinnati Sizzle）是一支女子未成年人职业橄榄球队，在女子足球联盟中比赛。这支球队成立于2003年，由前辛辛那提猛虎队跑卫Ickey Woods创立。2016年，该队在美国女子足球联赛中获得了首个全国冠军头衔。
宝洁公司举办的克罗格皇后城锦标赛将于2022年在建伍乡村俱乐部举行的LPGA巡回赛上首次亮相。这是自1963年以来女子职业高尔夫首次重返辛辛那提。

## 交通運輸

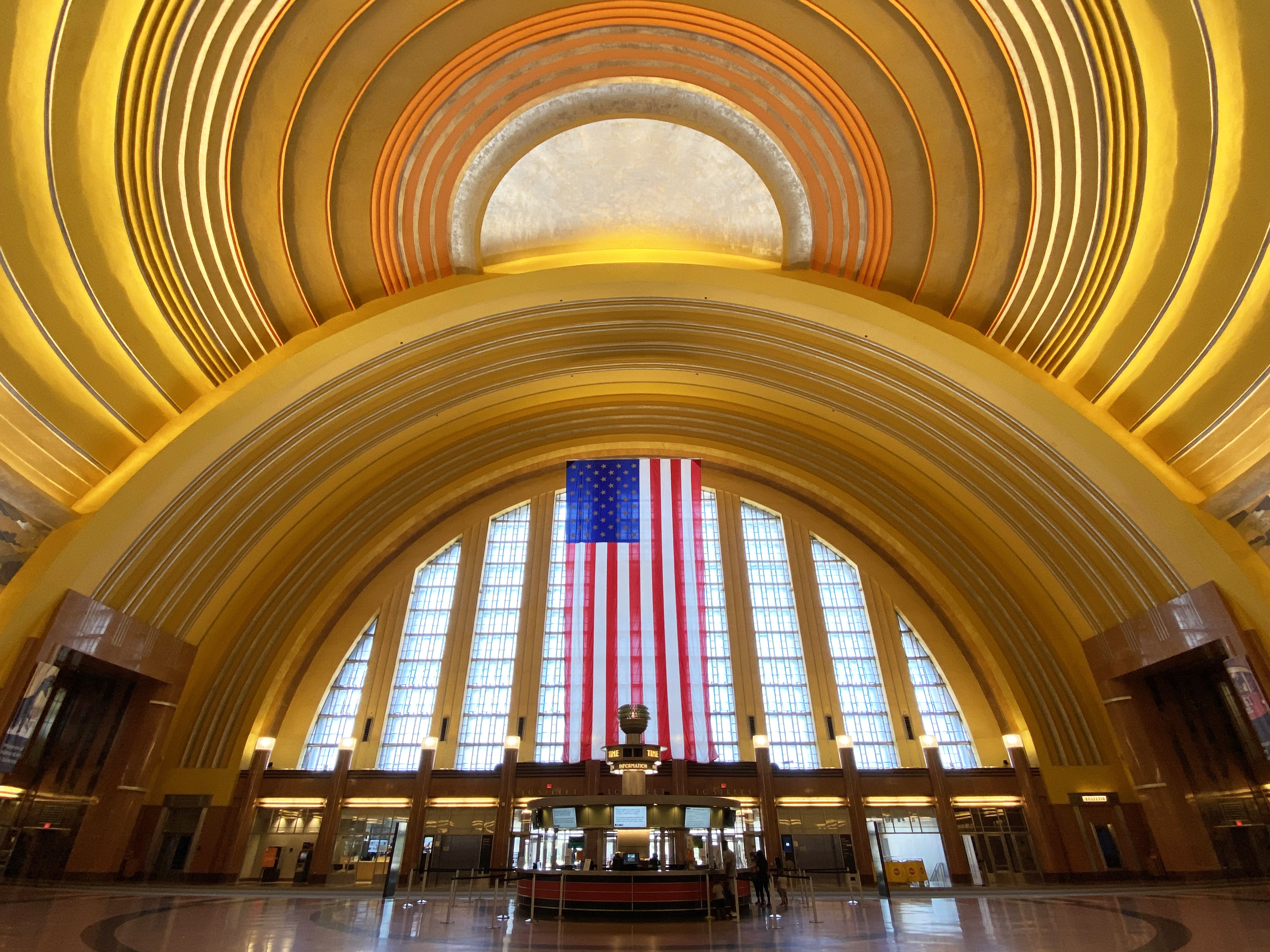
辛辛那提聯合車站

辛辛那提市的无车家庭比例高于平均水平。2015年，19.3%的辛辛那提家庭没有汽车，这一数字在2016年略有上升，达到21.2%。2016年全国平均水平为8.7%。2016年辛辛那提平均每户家庭拥有1.3辆汽车，而全国平均水平为1.8辆。
长期以来，轻轨系统的发展一直是辛辛那提的目标，几十年来出现了几项提案。这座城市在19世纪末和1900年代初的有轨电车时代迅速发展。几十年来，公共交通客流量一直在下降，过去骑自行车和步行在所有出行中所占的比例相对较小。然而，与许多其他中西部城市一样，自行车的使用在2000年代和2010年代迅速增长。1916年，市长和市民投票决定斥资600万美元修建辛辛那提地铁。地铁计划是一个16英里（26公里）的环路，从市中心到诺伍德再到奥克利，然后返回市中心东侧。第一次世界大战在1920年推迟了建设，通货膨胀增加了成本，导致奥克利部分从未建成。后来上任的市长辩称，完成该系统将花费太多资金。

### 市内交通

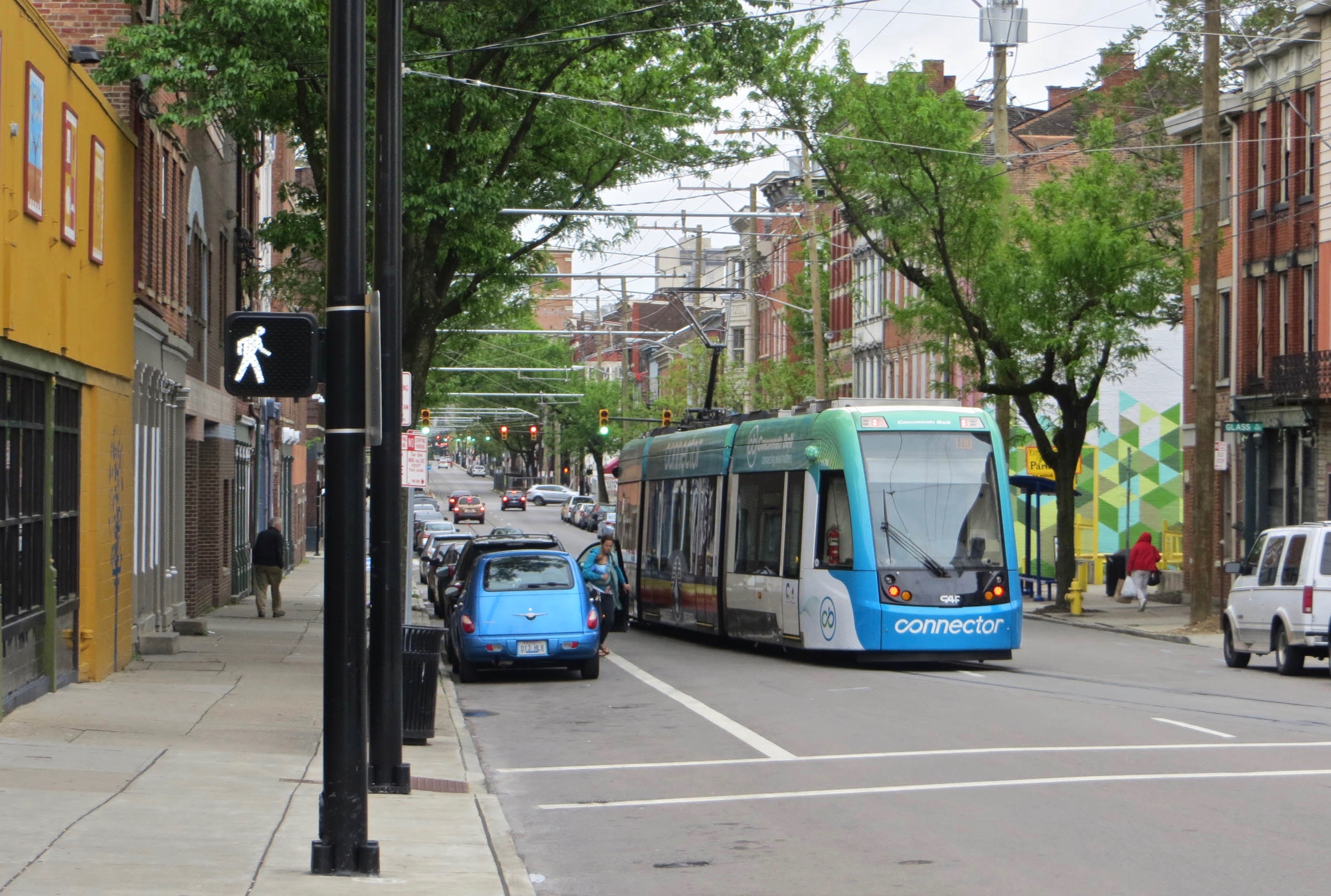
辛辛那提電車

20世紀初，為了解決辛辛那提的交通擁塞問題，開始興建辛辛那提地铁，但之後由於第一次世界大戰和第二次世界大戰等因素，該計畫時而進展、時而停頓，至戰後，工程完全停擺，未完成的地下車站及隧道廢棄至今日。
今日辛辛那提市內的大眾運輸系統主要以輕軌為主構成，有些路線直接通過未完成的捷運路線的上方。辛辛那提由美鐵的紅雀號提供服务，这是一种城际客运列车，每周通过辛辛那提联合车站在芝加哥和纽约市之间的每个方向来回。辛辛那提由俄亥俄西南部地区交通管理局（SORTA）、北肯塔基州交通管理局(TANK)和克莱蒙交通局提供服务。SORTA和TANK主要经营40英尺（12米）长的柴油公共汽车，尽管一些线路由更长的铰接式或混合动力发动机公共汽车提供服务。SORTA巴士以“Metro”名称运营，当地人也这样称呼它。2012-16年，辛辛那提在市中心和莱茵河畔修建了一条有轨电车线路。这种现代版有轨电车于2016年9月开通。辛辛那提有轨电车项目经历了轨道车制造延误和初始资金问题，但在2016年年中按时并在预算范围内完成。今天，有轨电车拥有超过3.5英里的轨道和每天16小时的服务时间（工作日）。

一个被称为辛辛那提阶梯的公共楼梯系统引导行人在城市的许多山丘上上下下。除了连接山坡社区的实际用途外，400级楼梯还为游客提供了辛辛那提地区的美景。

### 航空運輸
该市的主要機場是辛辛那提/北肯塔基国际机场（IATA：CVG），该机场实际上位于肯塔基州希伯伦。该机场是忠實航空的重点城市，也是亞馬遜航空和敦豪航空的全球枢纽。除此之外，达美航空还提供每日直飞法国巴黎的航班。辛辛那提市伦肯机场（IATA：LUK）規模較小，但每天都有商业包机服务，位于俄亥俄州。 

### 高速公路

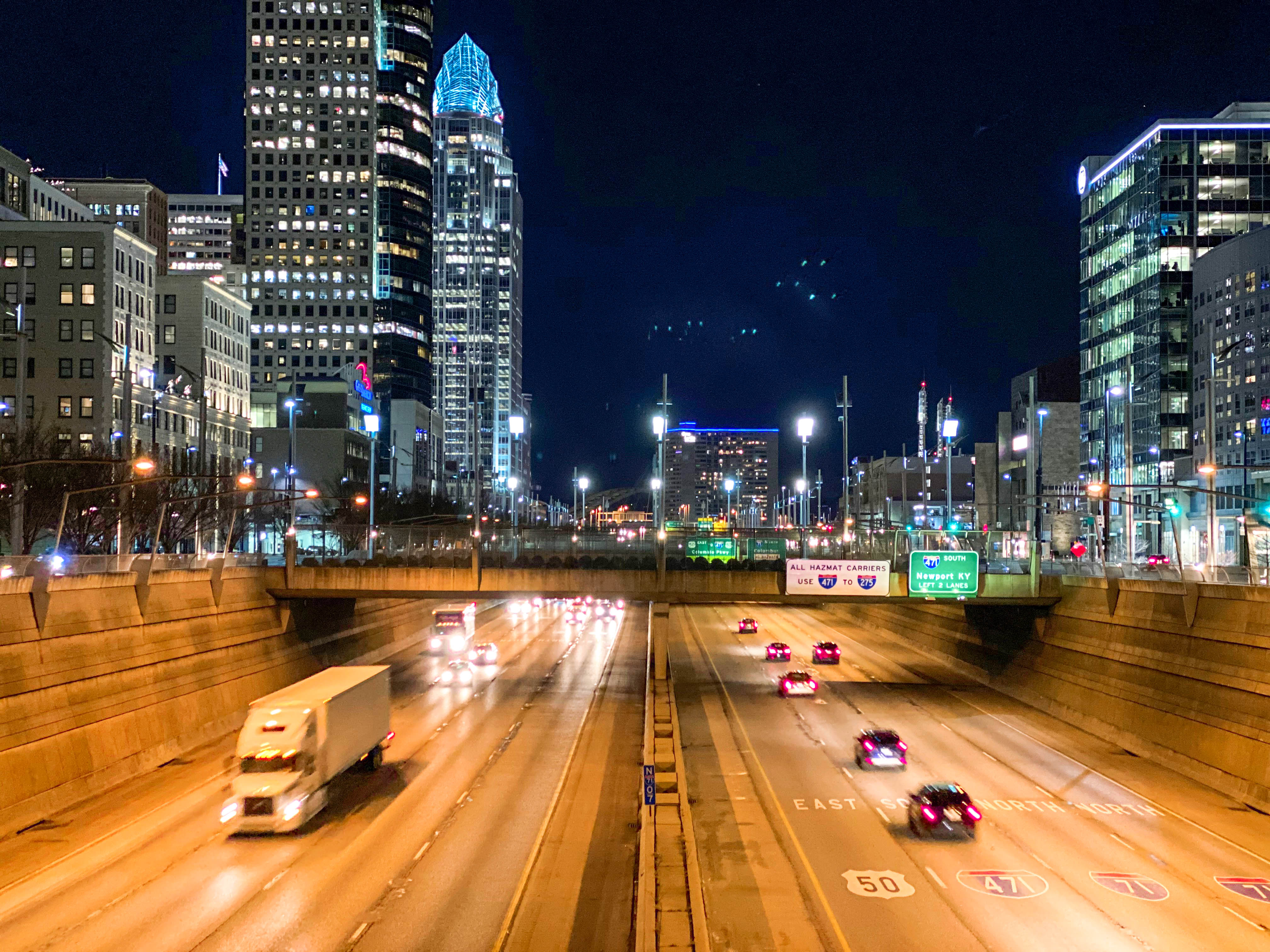
華盛頓堡大街

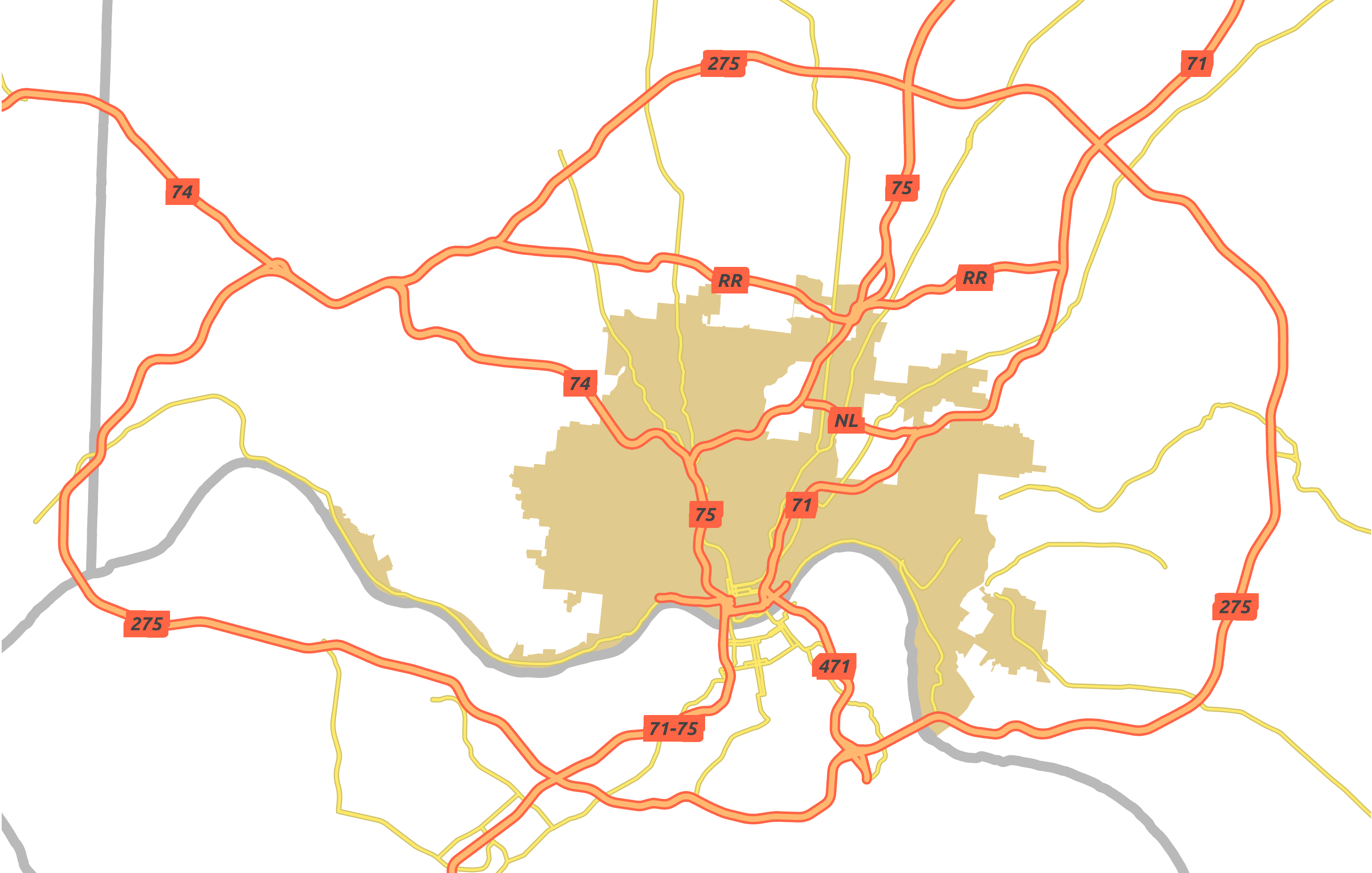
辛辛那提及周边高速公路网

辛辛那提的公交交通十分發達。 Greyhound 和几家较小的大客车公司在辛辛那提运营，在中西部及其他地区提供旅行服务。 该市有一条环城公路 275 号州际公路（这是州际公路系统中最长的环城公路，全长 85 英里或 137 公里）和一条通往肯塔基州的支线 471 号州际公路。 它还由 71 号州际公路、74 号州际公路、75 号州际公路和许多美国高速公路提供服务：US 22、US 25、US 27、US 42、US 50、US 52 和 US 127。河滨交通中心建于第二街下方， 大约有八个足球场那么大。 它仅用于体育赛事和学校实地考察。 在建造时，它是为公共交通巴士、包租巴士、校车、城市长途汽车、轻轨和可能的通勤铁路而设计的。 当不用于体育赛事时，它会被关闭并租给私人停车场供应商。 

## 地理環境

### 地理位置
辛辛那提的地理位置是北纬39°8'10"，西经84°30'11"。据美国人口调查局数据其总面积为206.1平方公里，其中陆地面积201.9平方公里，水面面积4.1平方公里，水面占所有面积的2.01%。
辛辛那提都市地区的总人口为2,130,151，是美国第27大的都市地区，除辛辛那提市外它还包括俄亥俄的五个县、肯塔基的七个县和印第安纳的三个县。

### 气候降水
辛辛那提气候代表美国中西部温带，属溫帶大陸性濕潤氣候，四季分明。冬季寒冷，潮湿，日照少，日最高气温低于或等于0 °C（32 °F）的平均日数为22天，日最低气温低于或等于−10 °C（14 °F）的平均日数为16天，低于或等于−15 °C（5 °F）的有5.2天；夏季炎热潮湿，日最高气温达30 °C（86 °F）的日数年均有51天，35 °C（95 °F）以上的有3.9天。最冷月（1月）均温−0.3 °C（31.4 °F），极端最低气温−32 °C（−25 °F）（1977年1月18日）。最热月（7月）均温24.4 °C（75.9 °F），极端最高气温42 °C（108 °F）（1934年7月21日与22日）。无霜期平均为181天（4月22日至10月21日）；可测量降雪平均期为11月29日至3月21日。年均降水量约1,150（45.3英寸），年极端最少降水量为457（17.99英寸）（1901年），最多为1,861（73.28英寸）（2011年）。年均降雪量为59（23.3英寸）；1918–19年的降雪量最少，积累降雪量只有4.1（1.6英寸），1977–78年的降雪量最多，积累降雪量为137（53.9英寸）。
| 辛辛那提（辛辛那提/北肯塔基国际机场），1991–2020年正常值，1871年至今极端数据 | 辛辛那提（辛辛那提/北肯塔基国际机场），1991–2020年正常值，1871年至今极端数据 | 辛辛那提（辛辛那提/北肯塔基国际机场），1991–2020年正常值，1871年至今极端数据 | 辛辛那提（辛辛那提/北肯塔基国际机场），1991–2020年正常值，1871年至今极端数据 | 辛辛那提（辛辛那提/北肯塔基国际机场），1991–2020年正常值，1871年至今极端数据 | 辛辛那提（辛辛那提/北肯塔基国际机场），1991–2020年正常值，1871年至今极端数据 | 辛辛那提（辛辛那提/北肯塔基国际机场），1991–2020年正常值，1871年至今极端数据 | 辛辛那提（辛辛那提/北肯塔基国际机场），1991–2020年正常值，1871年至今极端数据 | 辛辛那提（辛辛那提/北肯塔基国际机场），1991–2020年正常值，1871年至今极端数据 | 辛辛那提（辛辛那提/北肯塔基国际机场），1991–2020年正常值，1871年至今极端数据 | 辛辛那提（辛辛那提/北肯塔基国际机场），1991–2020年正常值，1871年至今极端数据 | 辛辛那提（辛辛那提/北肯塔基国际机场），1991–2020年正常值，1871年至今极端数据 | 辛辛那提（辛辛那提/北肯塔基国际机场），1991–2020年正常值，1871年至今极端数据 | 辛辛那提（辛辛那提/北肯塔基国际机场），1991–2020年正常值，1871年至今极端数据 |
| 月份 | 1月                                                                          | 2月                                                                          | 3月                                                                          | 4月                                                                          | 5月                                                                          | 6月                                                                          | 7月                                                                          | 8月                                                                          | 9月                                                                          | 10月                                                                         | 11月                                                                         | 12月                                                                         | 全年                                                                         |
| --- | ---------------------------------------------------------------------------- | ---------------------------------------------------------------------------- | ---------------------------------------------------------------------------- | ---------------------------------------------------------------------------- | ---------------------------------------------------------------------------- | ---------------------------------------------------------------------------- | ---------------------------------------------------------------------------- | ---------------------------------------------------------------------------- | ---------------------------------------------------------------------------- | ---------------------------------------------------------------------------- | ---------------------------------------------------------------------------- | ---------------------------------------------------------------------------- | ---------------------------------------------------------------------------- |
| 历史最高温 °C（°F） | 25 (77)                                                                      | 26 (79)                                                                      | 31 (88)                                                                      | 32 (90)                                                                      | 35 (95)                                                                      | 39 (102)                                                                     | 42 (108)                                                                     | 39 (103)                                                                     | 39 (102)                                                                     | 35 (95)                                                                      | 28 (82)                                                                      | 24 (75)                                                                      | 42 (108)                                                                     |
| 平均最高温 °C（°F） | 16.6 (61.8)                                                                  | 18.9 (66.1)                                                                  | 23.5 (74.3)                                                                  | 27.3 (81.1)                                                                  | 30.4 (86.7)                                                                  | 33.1 (91.6)                                                                  | 34.2 (93.6)                                                                  | 34.0 (93.2)                                                                  | 32.6 (90.7)                                                                  | 28.3 (82.9)                                                                  | 22.2 (72.0)                                                                  | 17.7 (63.8)                                                                  | 35.2 (95.3)                                                                  |
| 平均高温 °C（°F） | 4.2 (39.6)                                                                   | 6.5 (43.7)                                                                   | 11.9 (53.5)                                                                  | 18.6 (65.5)                                                                  | 23.6 (74.5)                                                                  | 28.1 (82.6)                                                                  | 30.0 (86.0)                                                                  | 29.6 (85.2)                                                                  | 26.1 (78.9)                                                                  | 19.3 (66.7)                                                                  | 12.1 (53.8)                                                                  | 6.3 (43.3)                                                                   | 18.0 (64.4)                                                                  |
| 平均低温 °C（°F） | −4.9 (23.1)                                                                  | −3.4 (25.8)                                                                  | 1.0 (33.8)                                                                   | 6.5 (43.7)                                                                   | 12.1 (53.7)                                                                  | 16.7 (62.1)                                                                  | 18.8 (65.9)                                                                  | 18.1 (64.6)                                                                  | 14.1 (57.3)                                                                  | 7.6 (45.7)                                                                   | 1.7 (35.1)                                                                   | −2.3 (27.9)                                                                  | 7.2 (44.9)                                                                   |
| 平均最低温 °C（°F） | −17.7 (0.1)                                                                  | −14.2 (6.5)                                                                  | −9.6 (14.8)                                                                  | −2.9 (26.7)                                                                  | 2.6 (36.6)                                                                   | 9.6 (49.2)                                                                   | 13.3 (55.9)                                                                  | 12.6 (54.6)                                                                  | 5.8 (42.5)                                                                   | −1.2 (29.8)                                                                  | −7.2 (19.0)                                                                  | −12.7 (9.1)                                                                  | −19.3 (−2.7)                                                                 |
| 历史最低温 °C（°F） | −32 (−25)                                                                    | −27 (−17)                                                                    | −24 (−11)                                                                    | −9 (15)                                                                      | −3 (27)                                                                      | 4 (39)                                                                       | 8 (47)                                                                       | 6 (43)                                                                       | −1 (31)                                                                      | −9 (16)                                                                      | −18 (0)                                                                      | −29 (−20)                                                                    | −32 (−25)                                                                    |
| 平均降水量 mm（） | 84 (3.30)                                                                    | 81 (3.17)                                                                    | 106 (4.16)                                                                   | 115 (4.53)                                                                   | 119 (4.67)                                                                   | 121 (4.75)                                                                   | 97 (3.83)                                                                    | 87 (3.43)                                                                    | 79 (3.11)                                                                    | 85 (3.35)                                                                    | 82 (3.23)                                                                    | 95 (3.73)                                                                    | 1,150 (45.26)                                                                |
| 平均降雪量 cm（） | 20 (7.7)                                                                     | 17 (6.7)                                                                     | 8.6 (3.4)                                                                    | 1.0 (0.4)                                                                    | 0.0 (0.0)                                                                    | 0.0 (0.0)                                                                    | 0.0 (0.0)                                                                    | 0.0 (0.0)                                                                    | 0.0 (0.0)                                                                    | 0.51 (0.2)                                                                   | 2.0 (0.8)                                                                    | 10 (4.1)                                                                     | 59 (23.3)                                                                    |
| 平均降水天数（≥ 0.01 in） | 13.2                                                                         | 12.0                                                                         | 12.5                                                                         | 13.1                                                                         | 13.5                                                                         | 11.8                                                                         | 11.0                                                                         | 8.9                                                                          | 8.3                                                                          | 8.7                                                                          | 10.3                                                                         | 12.4                                                                         | 135.7                                                                        |
| 平均降雪天数（≥ 0.1 in） | 6.7                                                                          | 5.9                                                                          | 2.7                                                                          | 0.6                                                                          | 0.0                                                                          | 0.0                                                                          | 0.0                                                                          | 0.0                                                                          | 0.0                                                                          | 0.1                                                                          | 1.1                                                                          | 4.6                                                                          | 21.7                                                                         |
| 平均相對濕度（％） | 75                                                                           | 71                                                                           | 67                                                                           | 65                                                                           | 69                                                                           | 72                                                                           | 73                                                                           | 74                                                                           | 73                                                                           | 71                                                                           | 72                                                                           | 75                                                                           | 71                                                                           |
| 月均日照時數 | 120.8                                                                        | 128.4                                                                        | 170.1                                                                        | 211.0                                                                        | 249.9                                                                        | 275.5                                                                        | 277.0                                                                        | 261.5                                                                        | 234.4                                                                        | 188.8                                                                        | 118.7                                                                        | 99.3                                                                         | 2,335.4                                                                      |
| 可照百分比 | 40                                                                           | 43                                                                           | 46                                                                           | 53                                                                           | 56                                                                           | 62                                                                           | 61                                                                           | 62                                                                           | 63                                                                           | 55                                                                           | 39                                                                           | 34                                                                           | 52                                                                           |
| 来源：NOAA（1981–2010年相对湿度；1961–1990年日照） 辛辛那提国际交换站，1871年1月–1915年3月在市中心，1915年4月–1947年3月在辛辛那提Abbe天文台，1947年4月起在辛辛那提/北肯塔基国际机场。 |                                                                              |                                                                              |                                                                              |                                                                              |                                                                              |                                                                              |                                                                              |                                                                              |                                                                              |                                                                              |                                                                              |                                                                              |                                                                              |

### 地形地貌
辛辛那提主城区包括俄亥俄州南部和肯塔基州北部。根据美国人口调查局的数据，辛辛那提市总面积为79.6平方英里（210km²），其中78.0平方英里（200km²）为陆地，1.6平方英里（4.1km²）为水域。城市地形复杂，建立在大片山丘、断崖之上。此外，在布鲁格拉斯区，还有大片的低矮山脊坐落在俄亥俄河两岸。辛辛那提的地理位置处于美国中西部，上南方北边缘，三分之二的美国人开车一天以内就能到达。

## 人口民族
| 人口數據  | 2020  | 2010  | 2000  | 1990  | 1970  | 1950  |
| --------- | ----- | ----- | ----- | ----- | ----- | ----- |
| 白人      | 50.3% | 48.2% | 53.0% | 60.5% | 71.9% | 84.4% |
| -非拉丁裔 | 48.2% | 48.1% | 51.7% | 60.2% | 71.4% | n/a   |
| 黑人      | 41.4% | 44.8% | 42.9% | 37.9% | 27.6% | 15.5% |
| 拉丁裔    | 4.2%  | 2.8%  | 1.3%  | 0.7%  | 0.6%  | n/a   |
| 亞裔      | 2.2%  | 1.8%  | 1.5%  | 1.1%  | 0.2%  | 0.1%  |

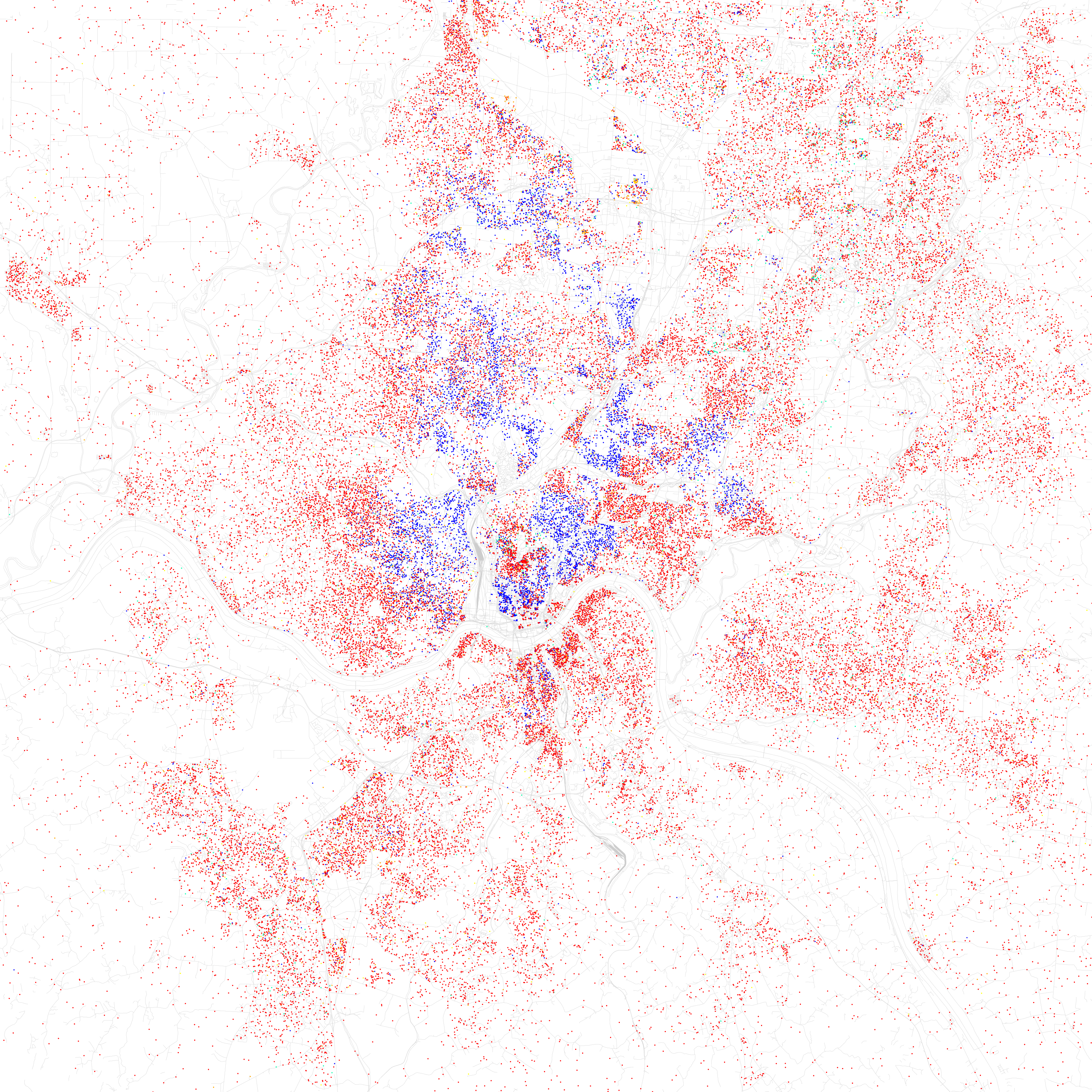
2010年辛辛那提人口地圖，每個點代表25人：
白人
黑人
亞裔
拉丁裔
其他

2003年的人口普查结果是辛辛那提居民数为317,361人，分166,012户，共72,566个家庭，人口密度为1,640.5/km²。其中52.97%是白人，42.92%是黑人，0.21%是美国原著民，1.55%是亚裔，0.04%是太平洋原著民，0.63%是其他人，1.68%是混血儿。1.28%是西班牙或拉丁美洲后裔。
25.1%的户中有18岁以下的儿童，26.6%是结婚同居的家庭，18.6%是只有妇女，没有丈夫的，51.0%不是家庭。42.8%的户是单身汉，11.1%有65岁以上的人居住。平均每户有2.15人，每个家庭有3.02人。
24.5%的人在18岁以下，12.9%的人在18岁到24岁之间，31.6%的人在25到44岁之间，18.7%的人在45到64岁之间，12.3%的人老于65岁。平均年龄为32岁，性别比为女：男100：89.4，18岁以上的人的性别比为100：85.6（女：男）。
2003年辛辛那提是美国最穷的城市之一。每户的平均年收入为29,493美元，每个家庭的平均年收入为37,543美元。男子平均年收入为33,063美元，女子为26,946，平均每人年收入为19,962美元。21.9%的人和18.2%的家庭生活在贫困线标准以下。32.0%18岁以下和14.8%65岁以上的人生活在贫困线标准以下。

## 高等教育

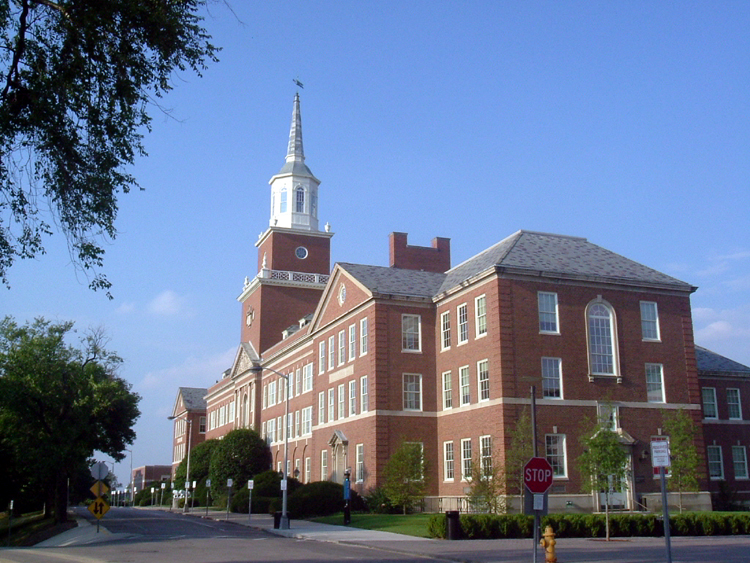
辛辛那提大学的主楼麦克麦肯楼（McMicken Hall）

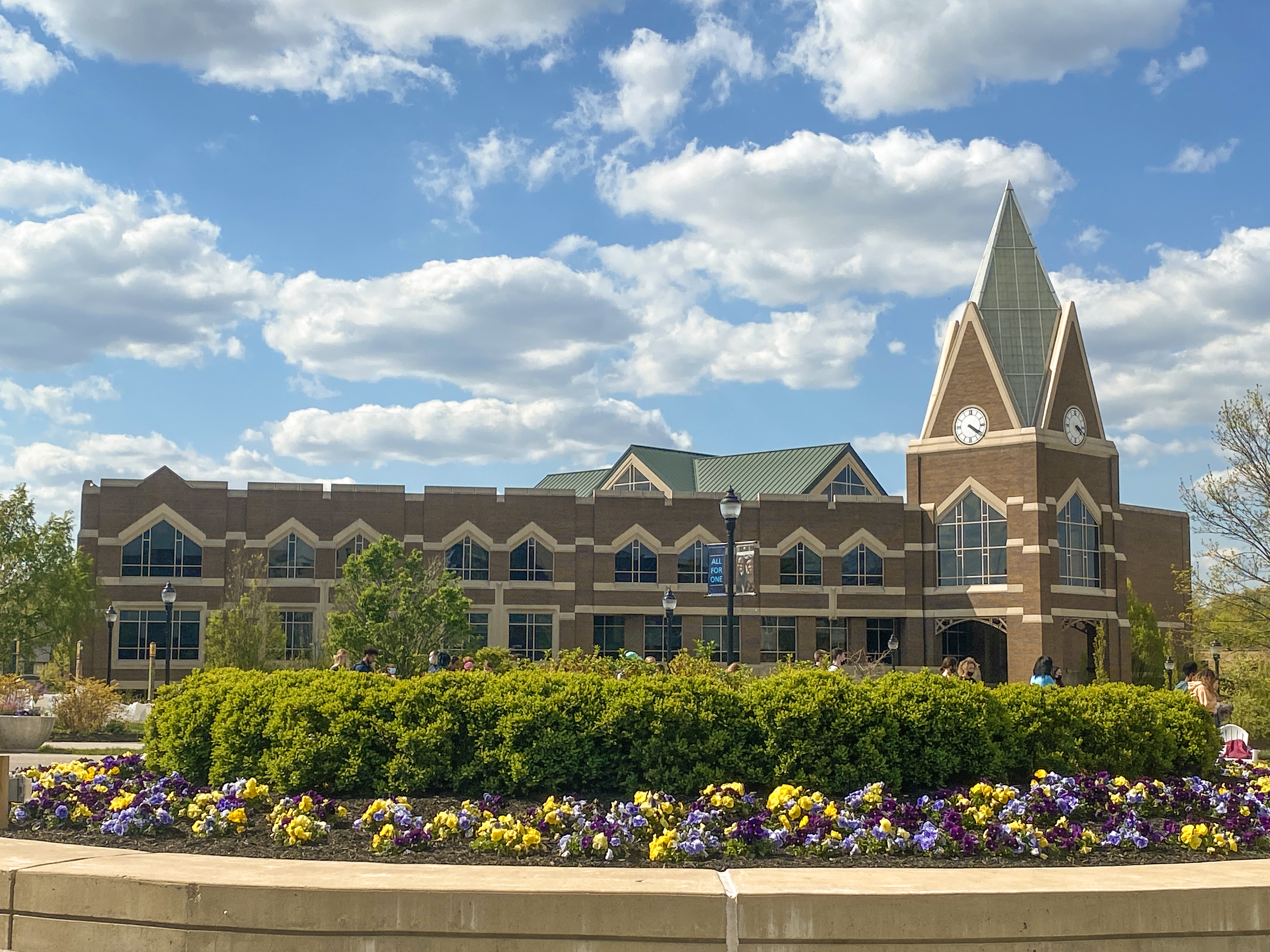
澤維爾大學

辛辛那提是辛辛那提大学和澤維爾大學的所在地。辛辛那提大学是全美以工程、音乐、建筑、经典考古学和心理学为主要领域的重要研究生研究机构之一。辛辛那提大学的医学研究中心和音乐学院都享有极高赞誉，辛辛那提大学音乐学院的杰出校友有凯瑟琳·芭特尔，艾尔·希尔特和费斯·普林斯。泽维亚大学是一所教会大学，曾是辛辛那提教区俄亥俄雅典娜神学院的附属学校。
大辛辛那提地区还有邁阿密大学（最初的公立常春藤盟校之一）和北肯塔基大學。北肯塔基州大学位于肯塔基高地，距离市区东南偏南8英里（13km）。辐射州际公路系统丹尼尔卡特胡须大桥与471号州际公路将北肯塔基大学与辛辛那提市中心相连，方便辛辛那提市的市民前往这所最新的肯塔基州的大学。安东内利学院是一所职业技术学院，主校区设在辛辛那提市，另在俄亥俄州、密西西比州设有分校。辛辛那提州立学院是一所社区大学，下设中西部厨艺学校，该校是全美最优秀的厨艺学校之一。
许多来自大辛辛那提区的高中生还会前往俄亥俄州立大学求学，该大学是俄亥俄州西北领地的第一所大学。

## 城市景觀

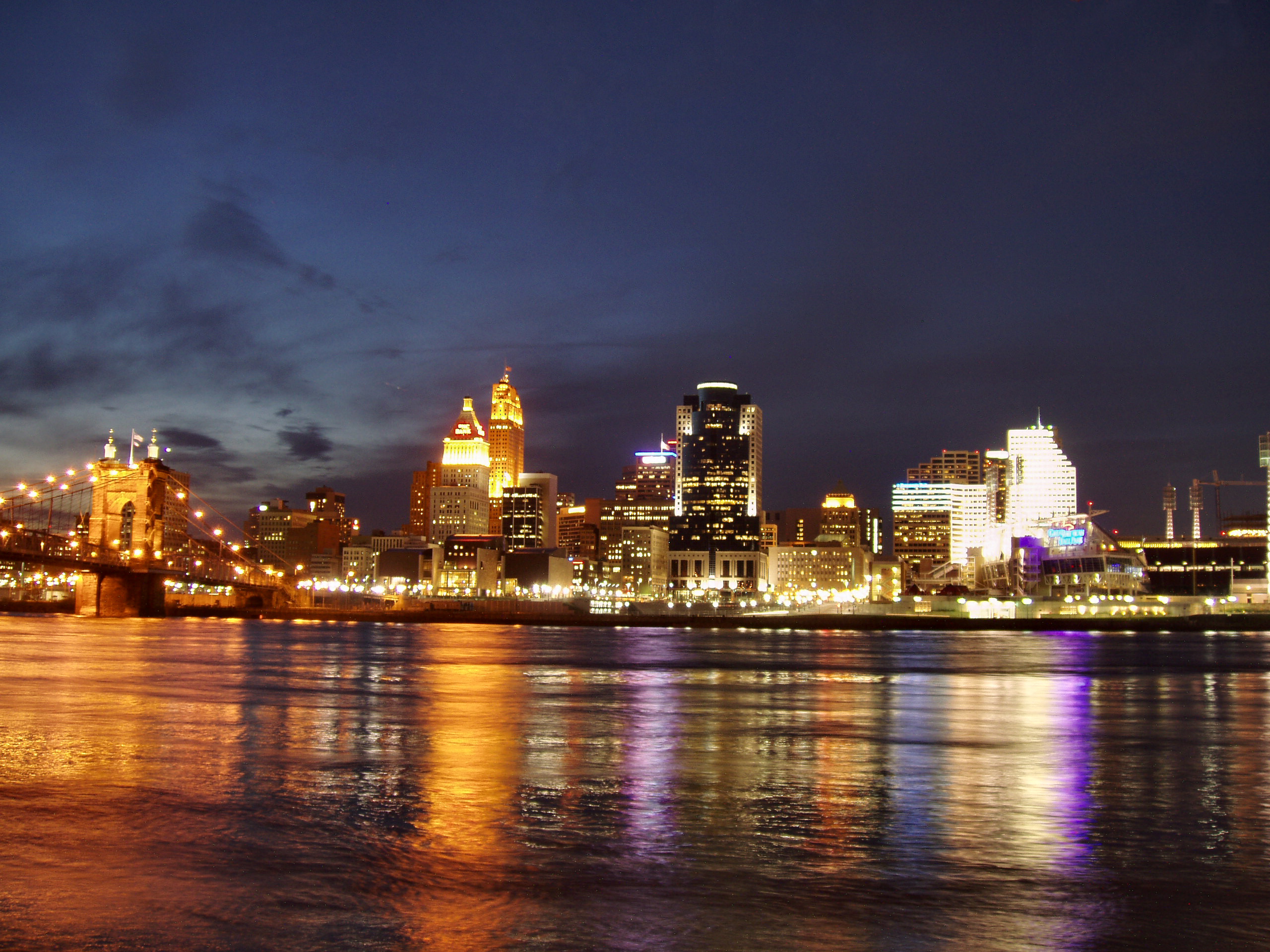
辛辛那提天际线

由于新的开发和私人投资，这座城市正在发生重大变化。这包括长期搁置的河岸项目（Banks）的建筑，其中包括公寓、零售店、餐厅和办公室，从大美利坚棒球场一直延伸到佩科尔体育场（Paycor Stadium）。1A阶段已经完工，截至2013年初已100%入住。Smale Riverfront Park与河岸项目一起开发，是辛辛那提最新的公园。辛辛那提市中心（包括北肯塔基州）已投资近35亿美元。3CDC承担了大部分开发工作。辛辛那提贝尔连接器始于2016年9月。
辛辛那提位于宾夕法尼亚州匹兹堡市和伊利诺伊州开罗市之间的河流中间。市中心位于利金河口附近，这是第一个定居点发生的交汇处。辛辛那提地铁横跨俄亥俄州南部、印第安纳州东南部和肯塔基州北部；人口普查局测得市区面积为79.54平方英里（206.01平方公里），其中77.94平方英里（201.86平方公里）为陆地，1.60平方英里（4.14平方公里）为水域。这座城市分布在该国蓝草地区的许多山丘、悬崖和低矮的山脊上，俯瞰着俄亥俄州。三州在地理位置上位于高地南部最北端的中西部。

三个自治市被该市包围：诺伍德、埃尔姆伍德广场和圣伯纳德。诺伍德是一个商业和工业城市，而埃尔姆伍德广场和圣伯纳德是主要是住宅区的小村庄。辛辛那提没有飞地，但市政府在公司范围之外拥有几处房产：安伯利村的法国公园、蓝灰前蓝灰机场的废弃跑道，以及337英里（542公里）长的跑道辛辛那提南部铁路，运行在辛辛那提和田纳西州查塔努加之间。

### 地標建築
辛辛那提在其地区拥有许多地标。其中一些地标在全国范围内得到认可，其他地标在当地人中更为知名。
这些地标包括：联合車站、卡鲁大厦、大美利坚大厦、喷泉广场、华盛顿公园和大美国棒球场。这些地标增添了天际线，并成为城市中良好的聚会场所。喷泉广场是辛辛那提市中心的一个广场，周围有饭店、银行、商店、旅馆。

辛辛那提风貌
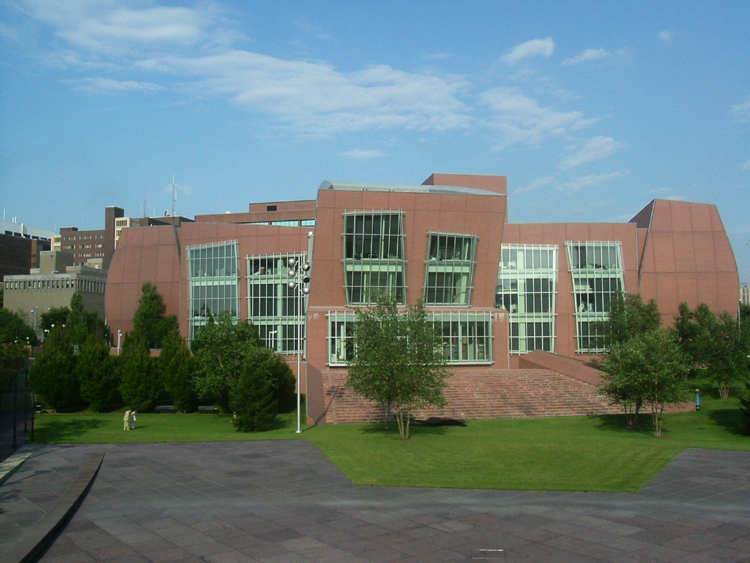
沃兹分子学研究中心（Vontz Center for Molecular Studies）
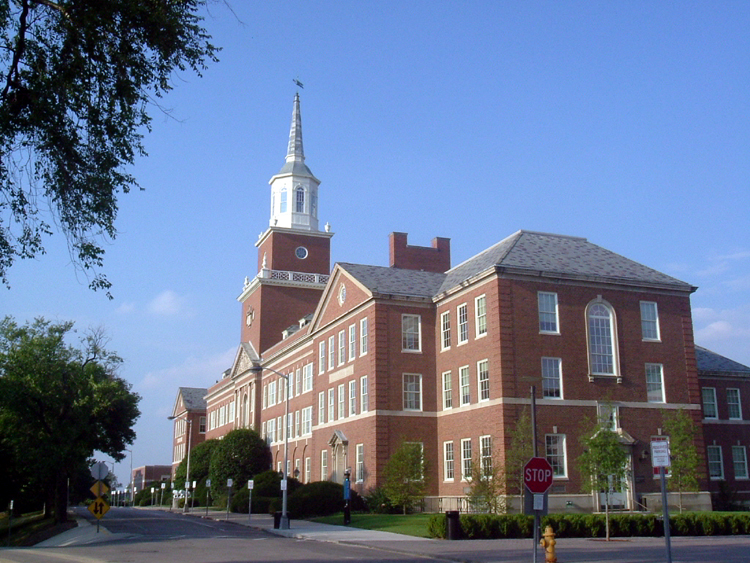
辛辛那提大学（University of Cincinnati）
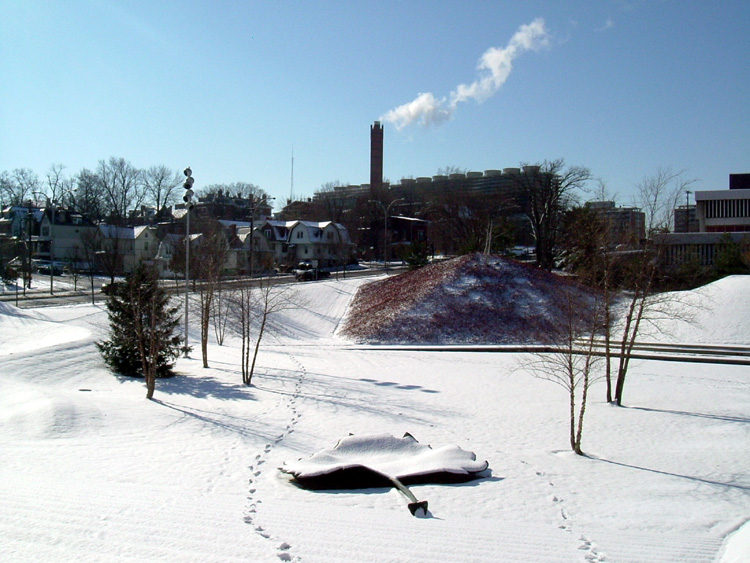
辛辛那提大学（University of Cincinnati）
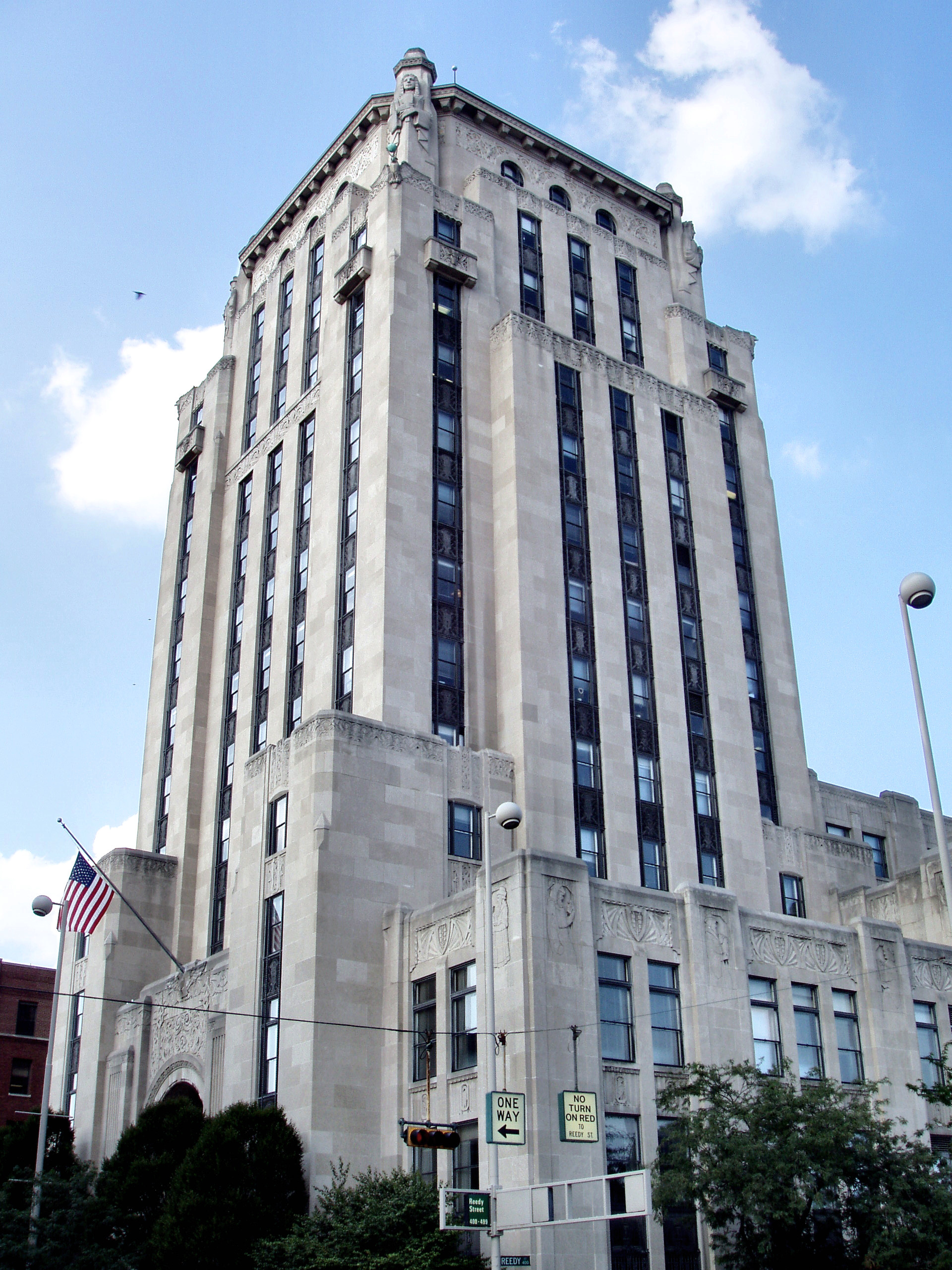
百老汇800号大楼（800 Broadway building）
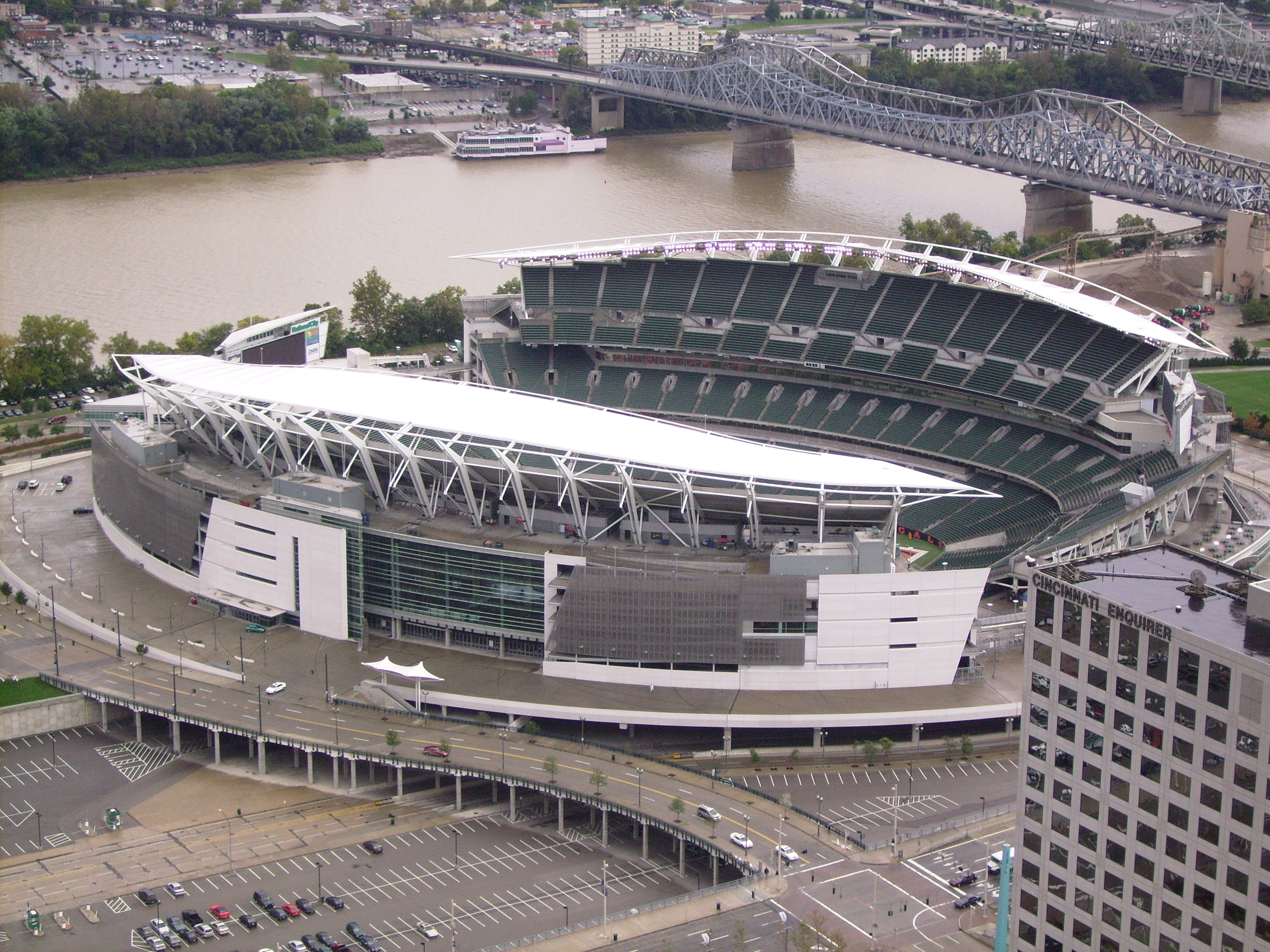
保罗·布朗体育场（Paul Brown Stadium）
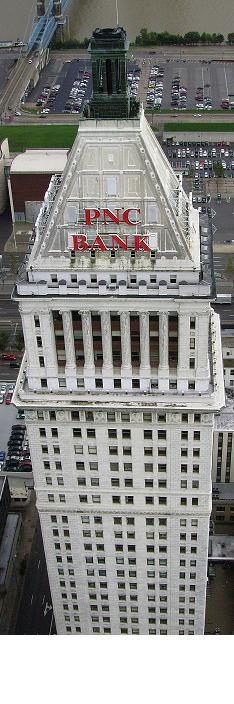
PNC大楼（PNC Bank Building）
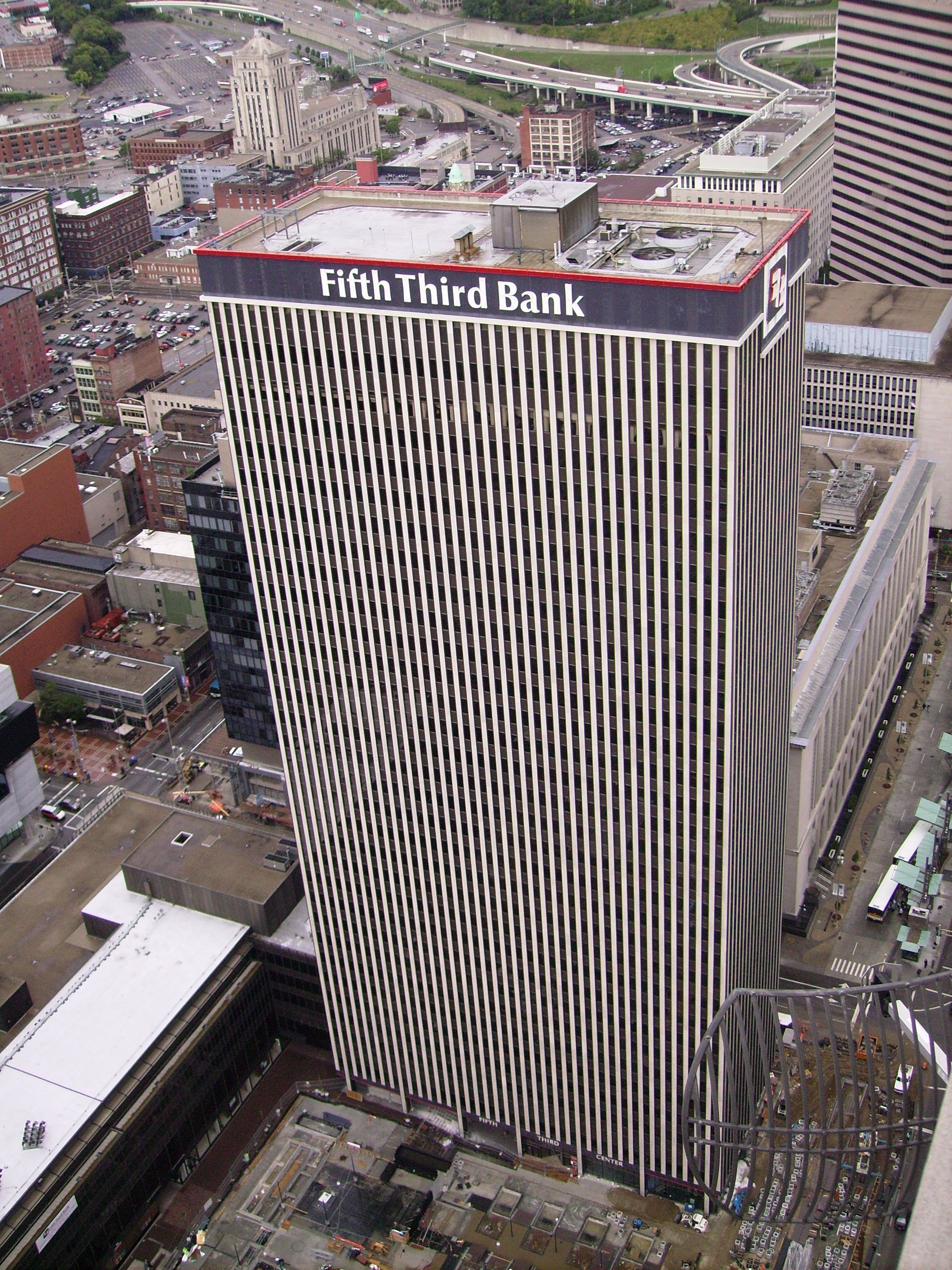
五三银行总部（Fifth Third Bank Building）
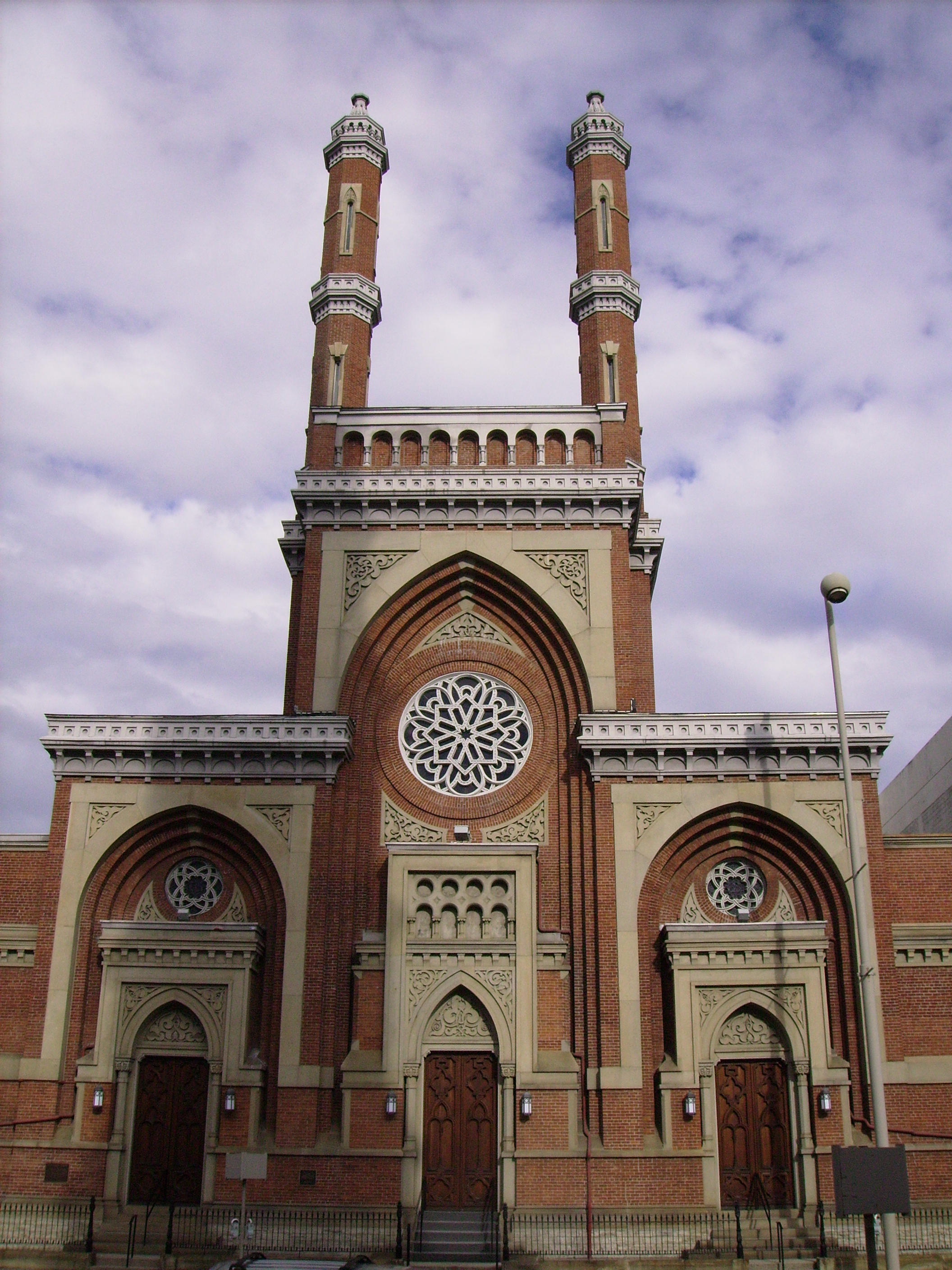
李街教堂（Plum Street Temple）
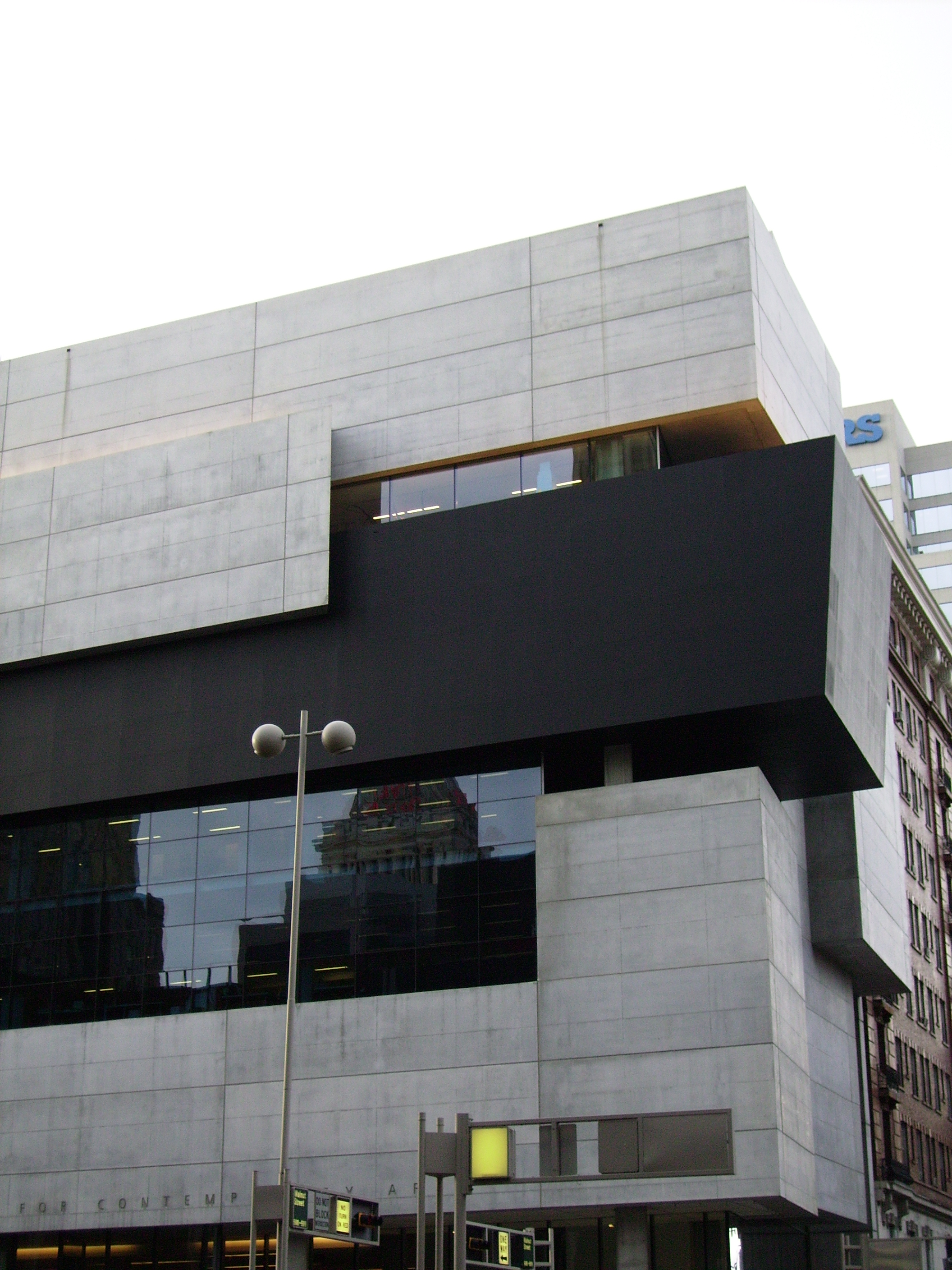
现代美术中心（Contemporary Art Center）
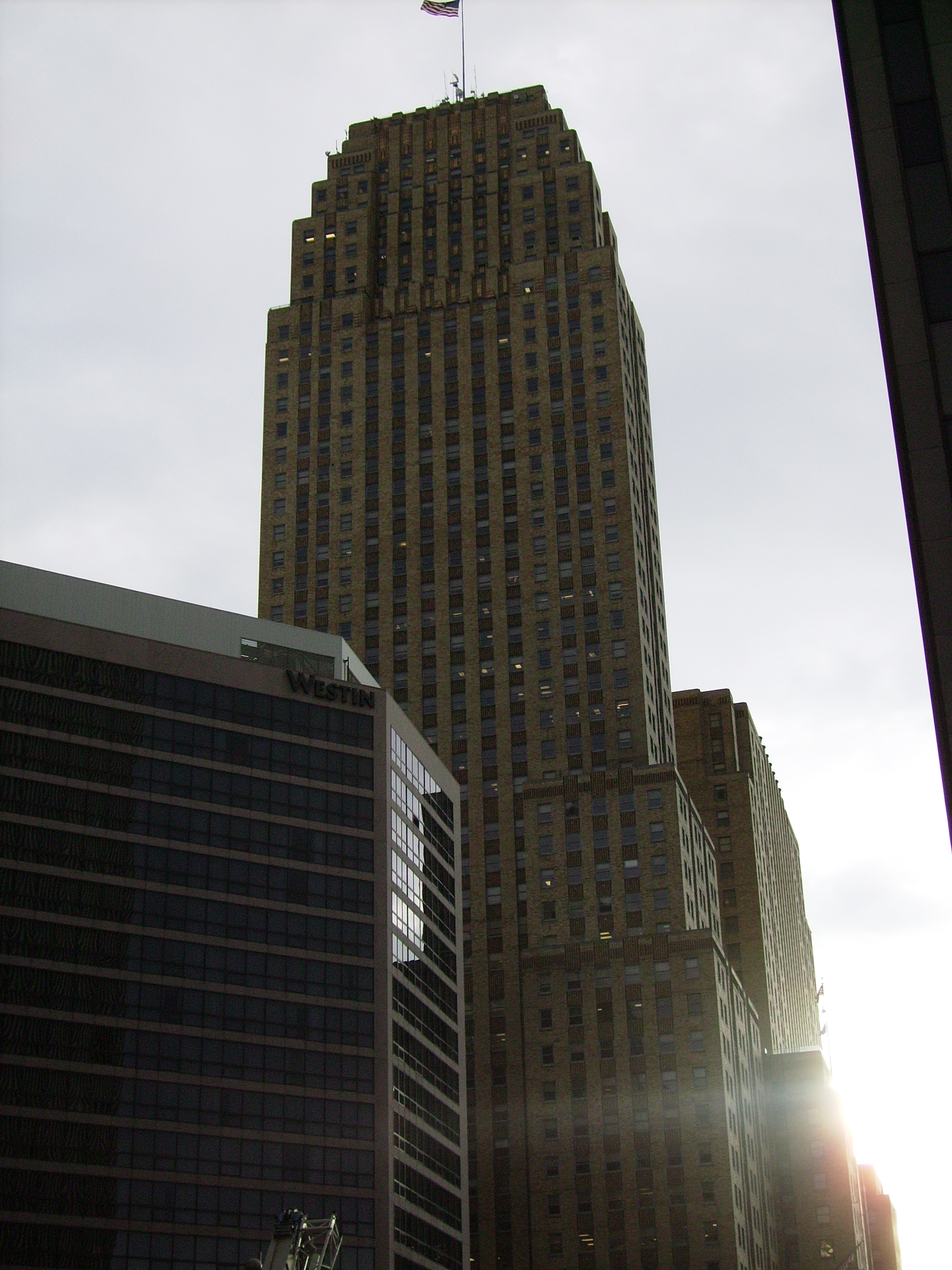
克鲁塔（Carew Tower）
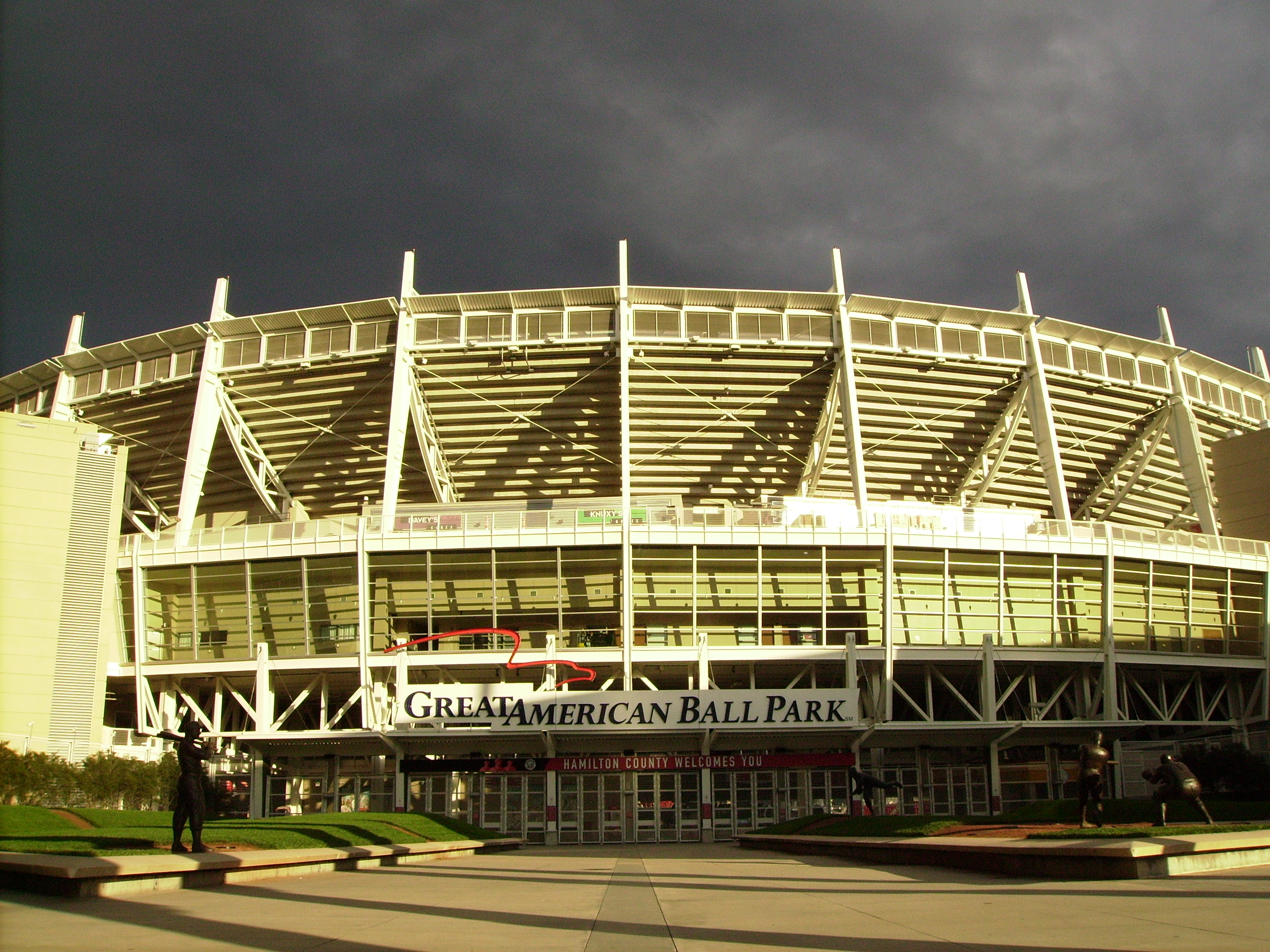
大美利坚公园（Great American Ball Park）
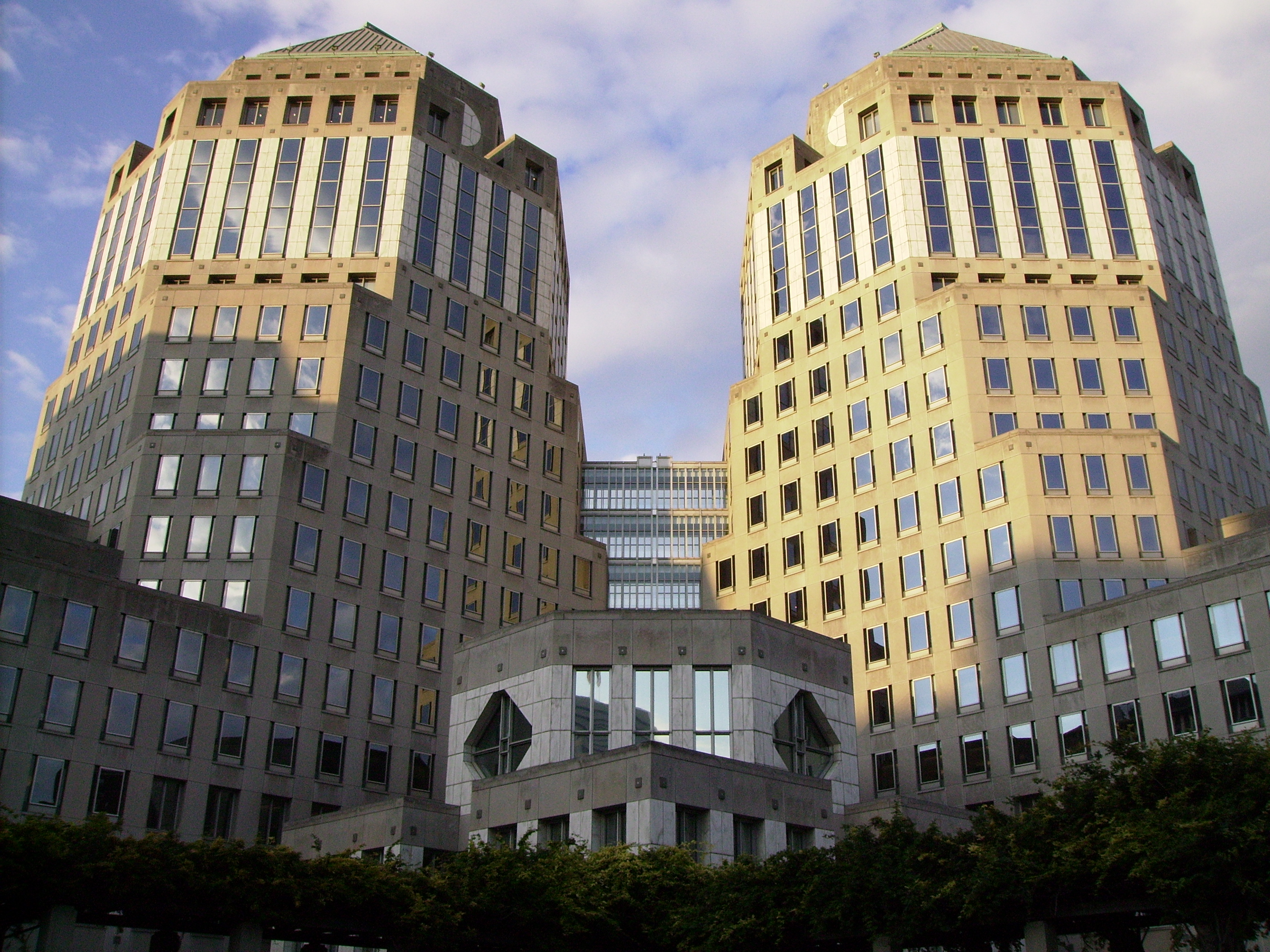
宝洁双塔（P&G Twin Towers）
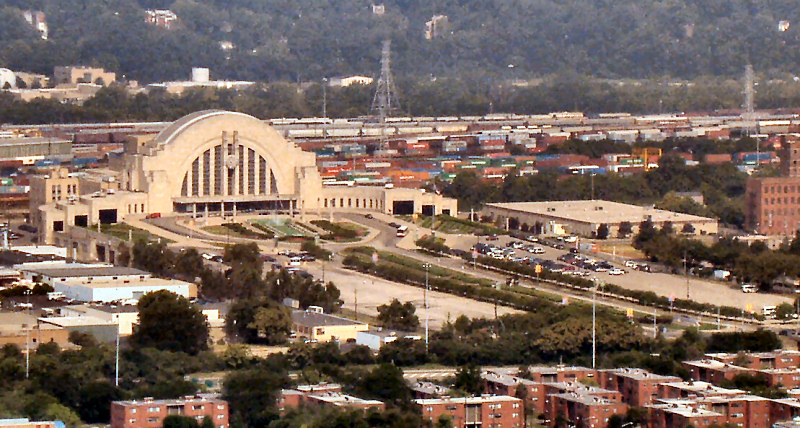
辛辛那提联合车站（Cincinnati Museum Center at Union Terminal）
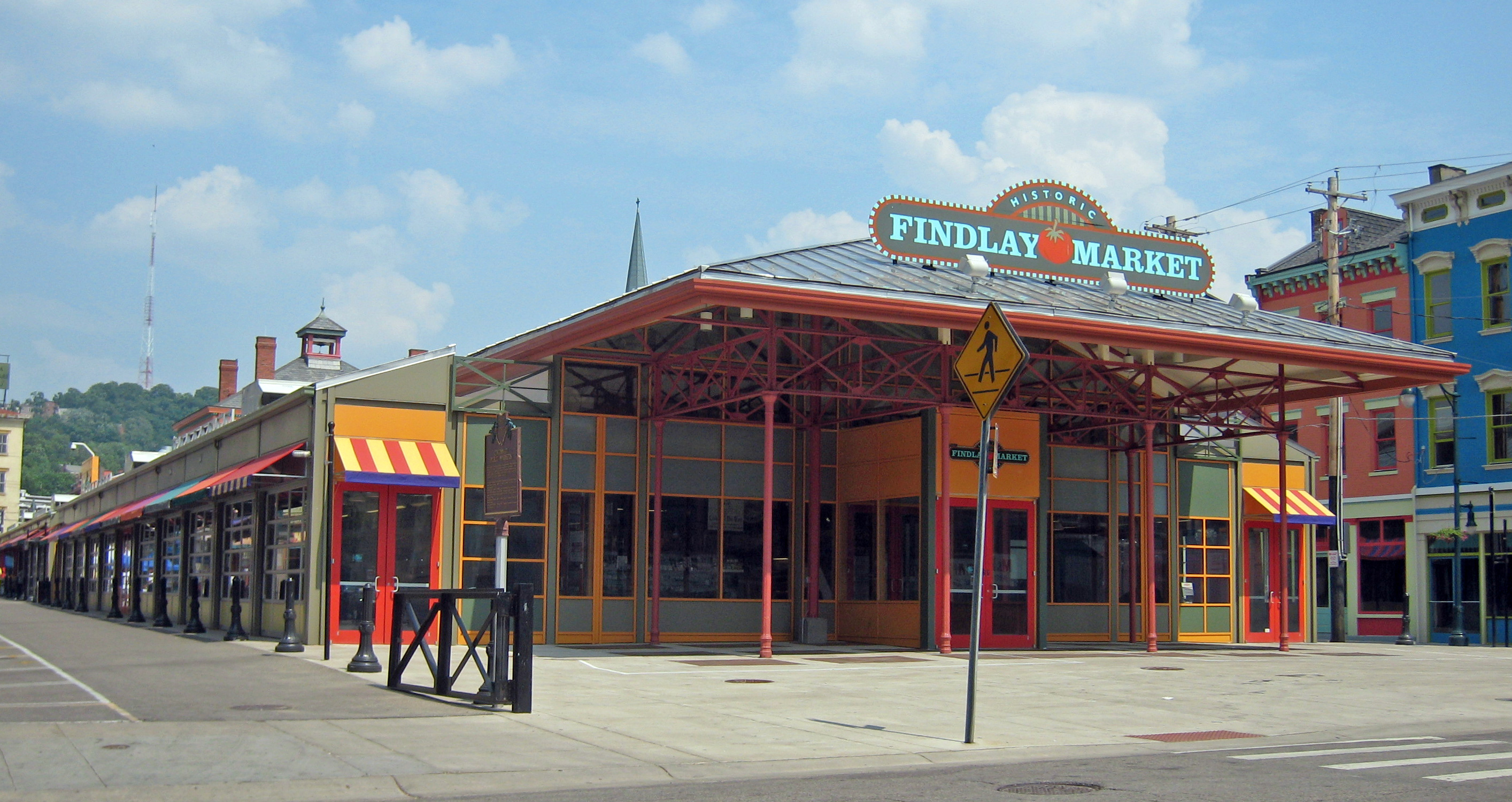
芬德雷市场（Findlay Market）
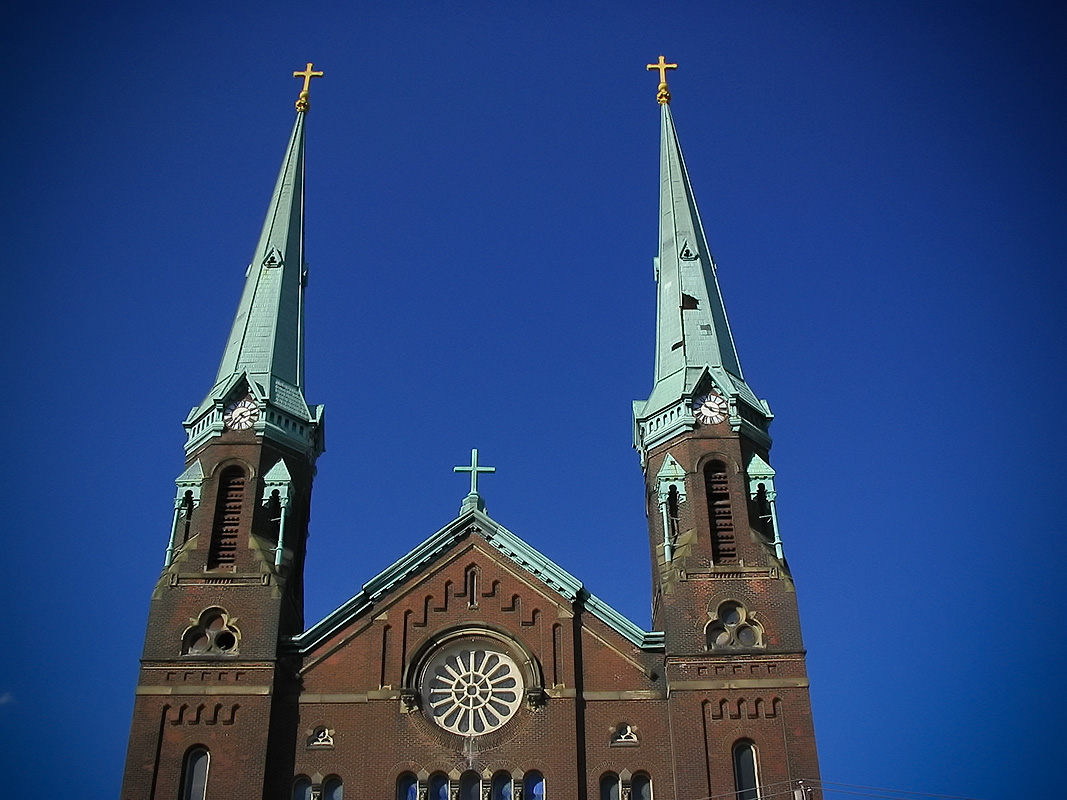
老乔治教堂（Old Saint George）
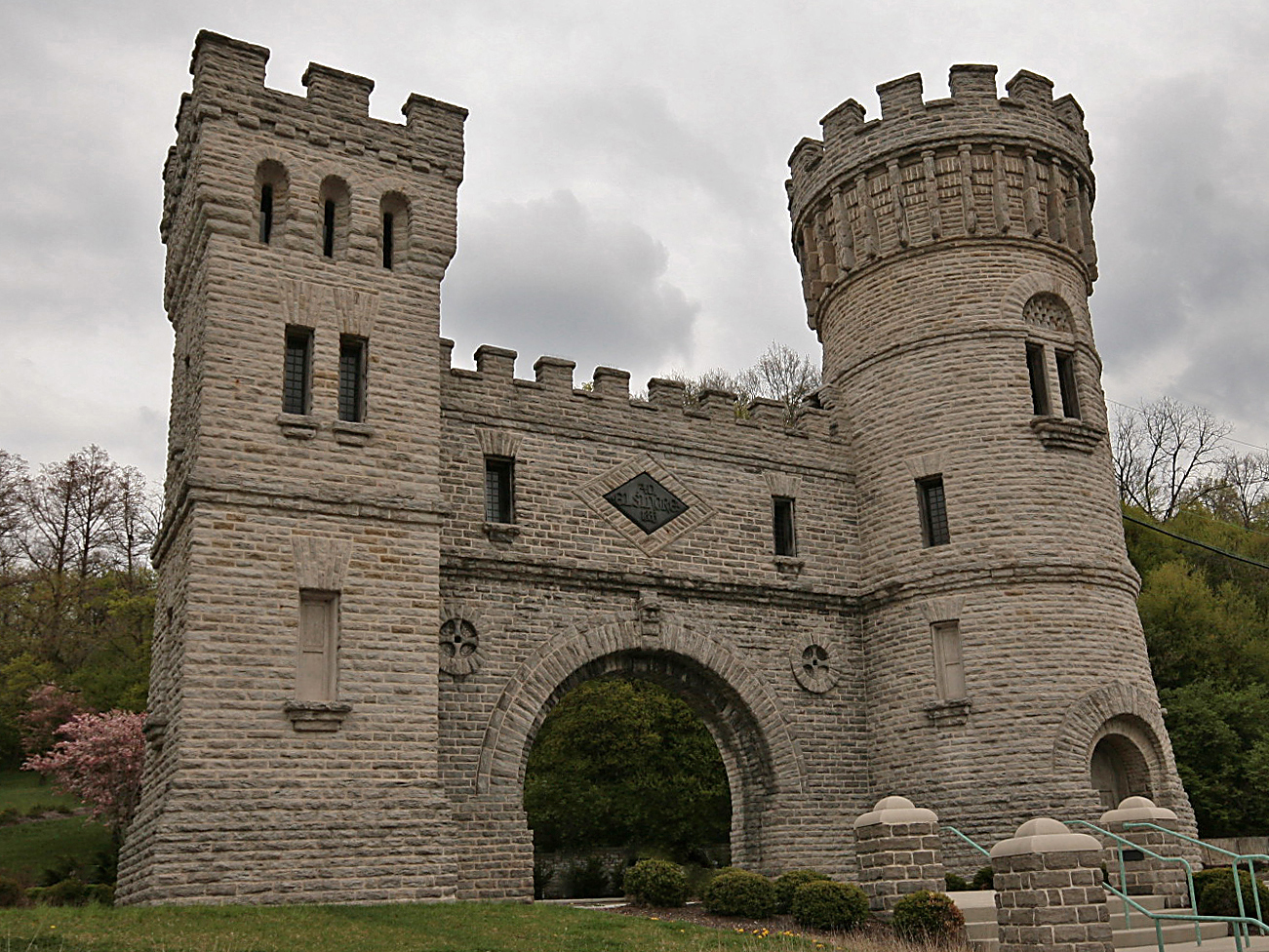
艾森诺尔拱门（Elsinore Arch）
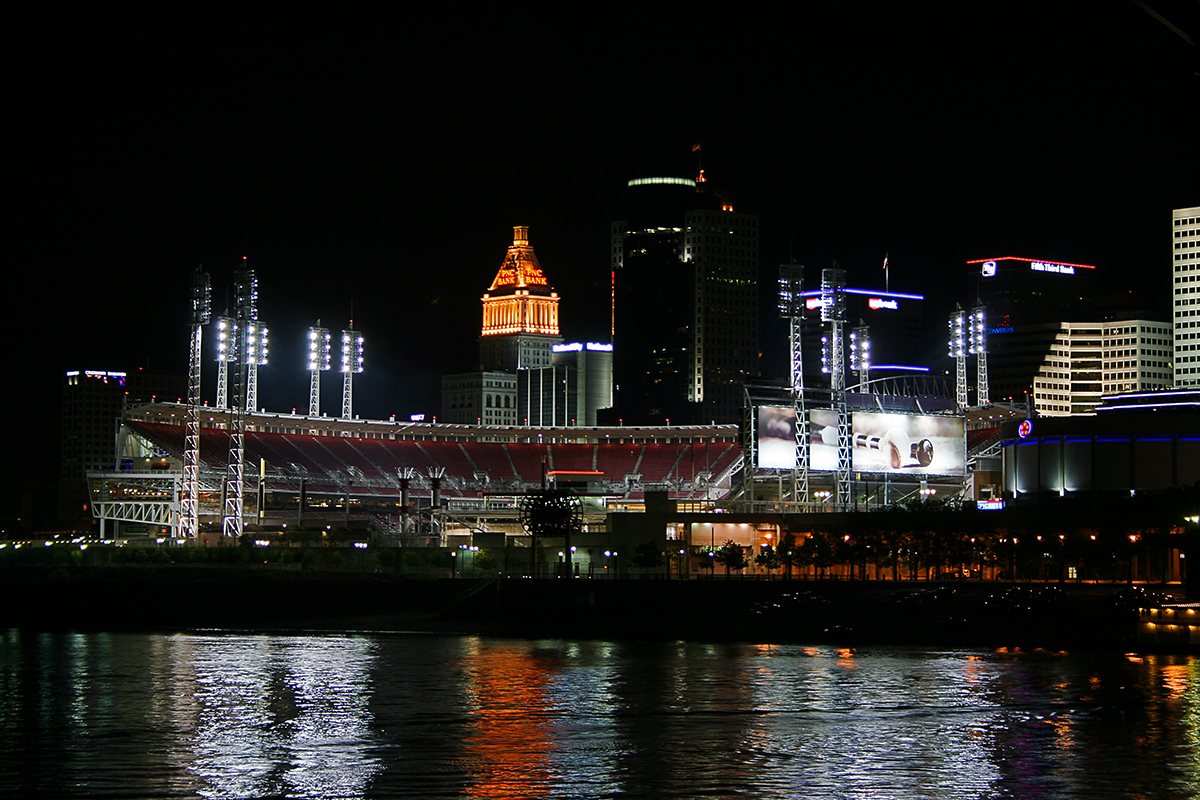
大美利坚公园（Great American Ball Park）
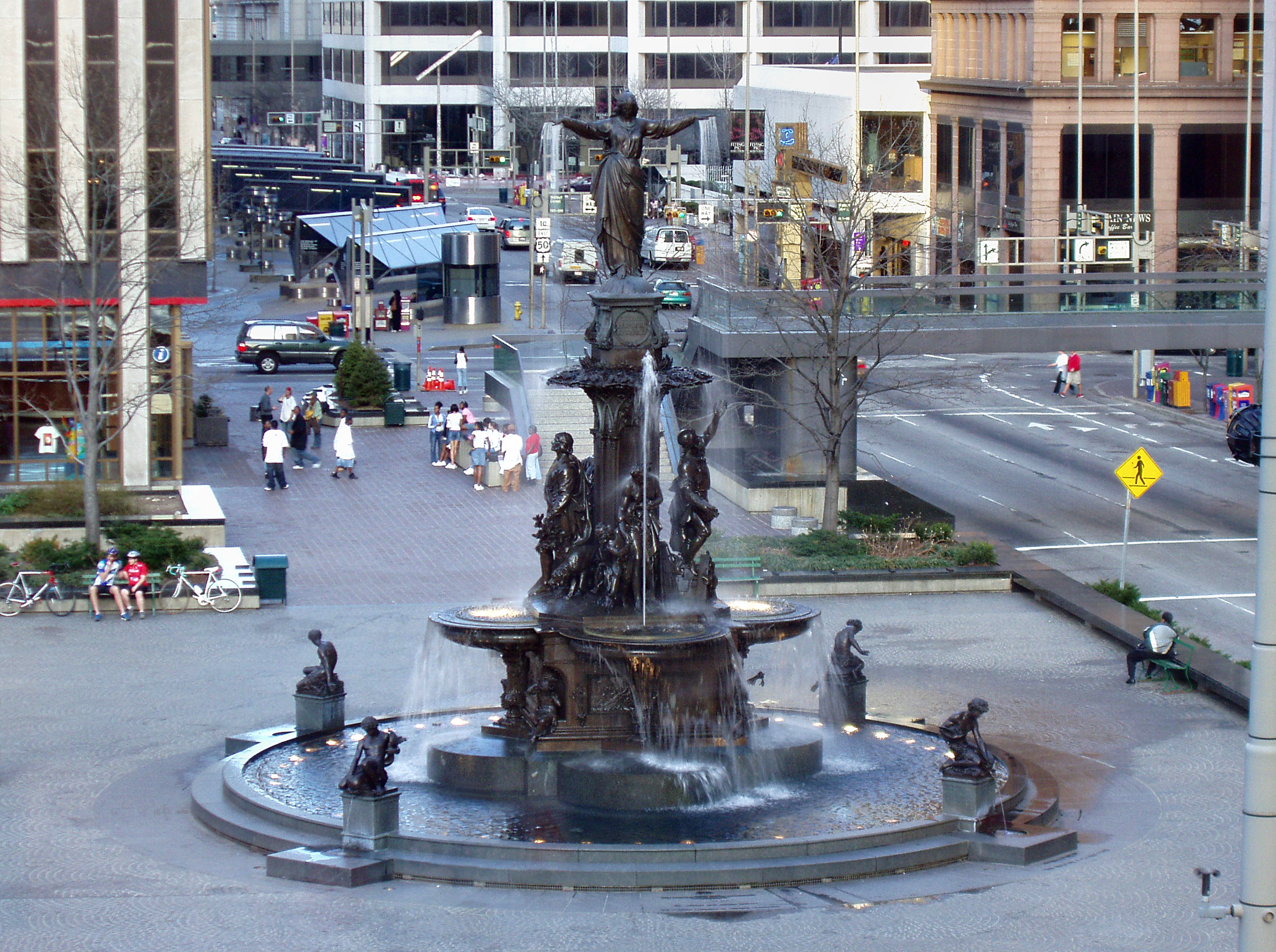
噴泉廣場

### 水面景觀
辛辛那提市中心高耸于喷泉广场、公共广场和活动场所。喷泉广场于2006年重新装修。辛辛那提位于俄亥俄河北岸22英里（35公里）长的河边，从加利福尼亚州一直延伸到塞勒公园，使强大的俄亥俄州及其运动在城市生活中占有重要地位。频繁的洪水阻碍了位于鲁肯体育场（Lunken Field）的辛辛那提市政机场和康尼岛游乐园的发展。位于叶特曼湾（Yeatman's Cove）的蛇形墙和另一座建在华盛顿堡路上的防洪墙保护辛辛那提市中心免受洪水侵袭。辛辛那提的部分地区也经历了小迈阿密河和米尔溪的洪水泛滥。
自1922年4月1日起，辛辛那提的俄亥俄州洪水阶段正式设定为52英尺（16米），从约翰·A·罗布林（John A. Roebling）吊桥测量。在这个深度，米爾溪（Mill Creek）河口的泵站被激活。从1873年到1898年，洪水位为45英尺（14米）。从1899年到1922年3月31日，它是50英尺（15米）。俄亥俄州在1881年达到最低水位，不到2英尺（0.61米）；相反，它的历史最高水位线是79英尺11+7⁄8英寸（24.381米），于1937年1月26日达到顶峰辛辛那提的不同地区在不同地点发生洪水：加利福尼亚社区的Riverbend音乐中心洪水达到42英尺（13m），而Sayler公园洪水达到71英尺（22m），自由人大街（Freeman Avenue）的防洪闸在75英尺（23m）处关闭

## 新聞媒体

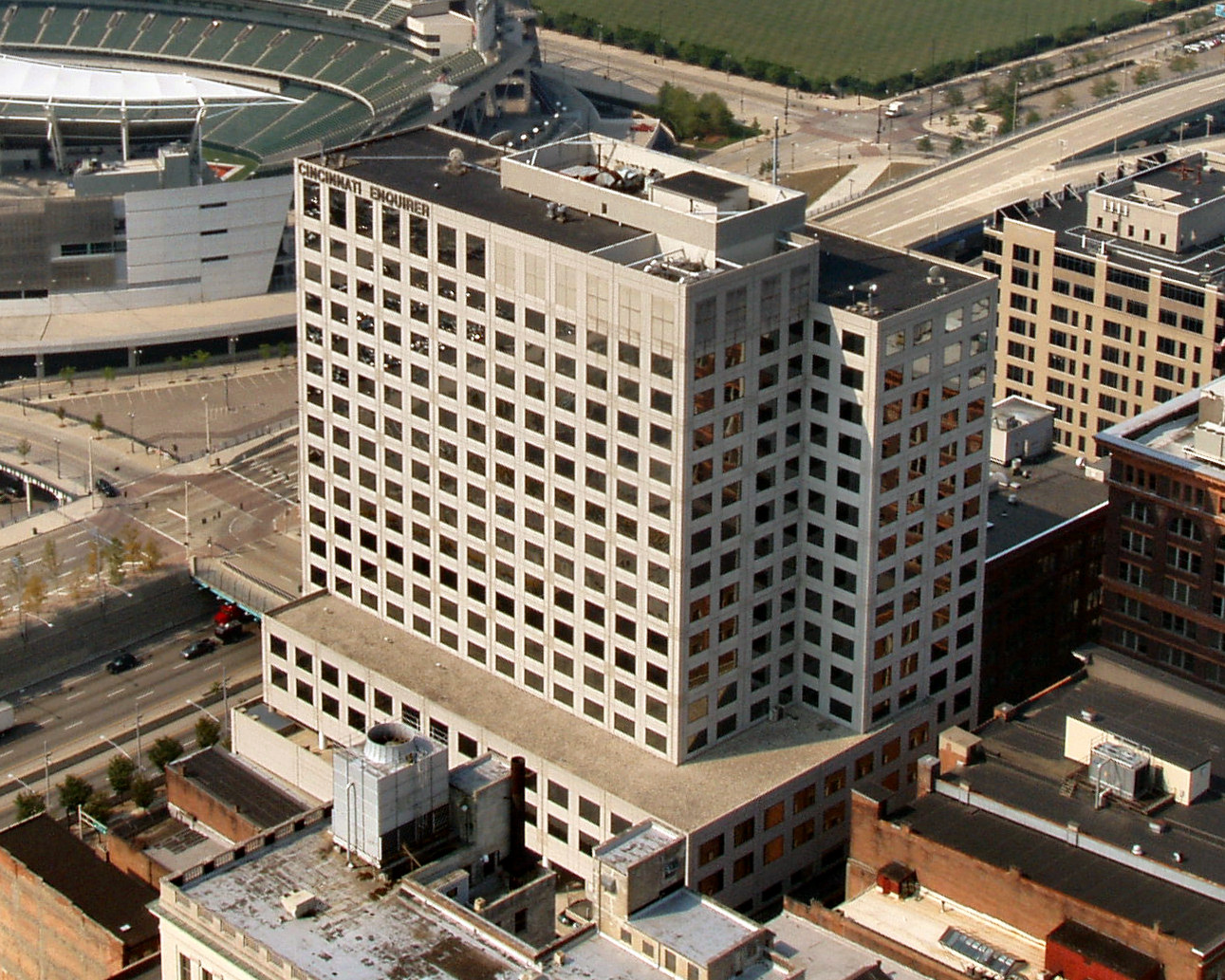
《辛辛那提探詢者》總部

辛辛那提有两份日报、一份黑人报纸和三份周报。辛辛那提的日报是《辛辛那提探詢者》（The Cincinnati Enquirer），创刊于1841年。该市有多种周刊和月刊，其中包括免费的每周印刷杂志，包括《城市脈動》（CityBeat）和《拉丁週刊》（La Jornada Latina）。该市的非裔美国人周报辛辛那提先驱报由杰拉尔德波特于1955年创立，并于1996年被Sesh Communications收购。
多个电视台在辛辛那提播放。市内有多个电台和网上媒体。根据尼尔森媒体研究，截至2021年电视季，辛辛那提是美国第36大电视市场。十二个电视台从辛辛那提广播。该地区的主要商业电台包括WLWT5 (NBC)、WCPO-TV9 (ABC)、WKRC-TV12（CBS，DT2上有CW）、WXIX-TV19 (Fox) 和WSTR-TV64 (MyNetworkTV).此外，当地拥有的Block Broadcasting拥有一个低功率电台，WBQC-LD25。WCET频道48，现在称为CET，是美国最古老的许可公共电视台（许可证#1，于1951年颁发）。它现在与附近代顿的WPTD卫星WPTO14共同拥有。

## 姐妹城市
辛辛那提的姐妹城市有：
- 日本岐阜
- 乌克兰哈尔科夫
- 中华人民共和国柳州
- 德国慕尼黑
- 法國南锡
- 中華民國新北市
- 墨西哥蒂华纳
- 印度迈索尔

以色列那塔尼亚是非正式姐妹城市。

## 延伸阅读
- George W. Engelhardt, Cincinnati: The Queen City. Cincinnati, Ohio: George W. Engelhardt Co., 1901.
- Charles Frederic Goss, Cincinnati: The Queen City, 1788–1912. In Four Volumes. Chicago: S.J. Clarke Publishing Co., 1912.
  - Volume 1 | Volume 2 | Volume 3 （页面存档备份，存于） | Volume 4
- Greve, Charles Theodore.  1. Chicago: Biographical Publishing Company. 1904 –Google Books.
- William C. Smith, Queen City Yesterdays: Sketches of Cincinnati in the Eighties. Crawfordsville, Indiana: R. E. Banta, 1959.
- Stradling, David. . Mount Pleasant, South Carolina: Arcadia Publishing. 2003: 67ff. ISBN 978-0-7385-2440-5.

## 外部連接
- Official website （页面存档备份，存于）
- Cincinnati Parks （页面存档备份，存于） – Official City of Cincinnati Public Parks website
- Greater Cincinnati Convention & Visitors Bureau （页面存档备份，存于）
- Cincinnati USA: Official Visitors and Tourist Site （页面存档备份，存于）
- Adelina Patti and Oscar Wilde in Cincinnati 1882
- 中的“辛辛那提”